# Architecture ottonienne

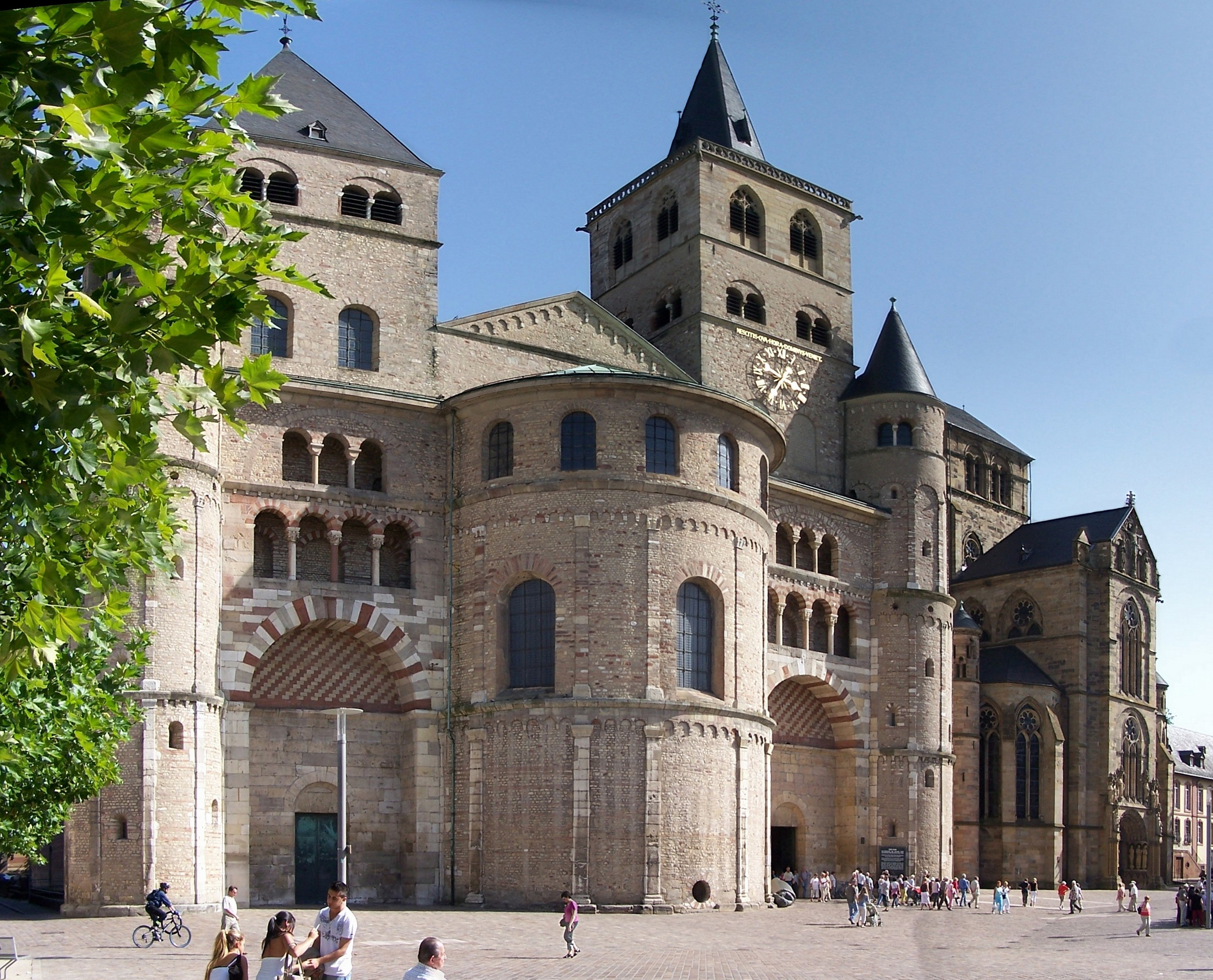
Façade Ouest de la cathédrale de Trèves inscrite au patrimoine mondial de l'UNESCO

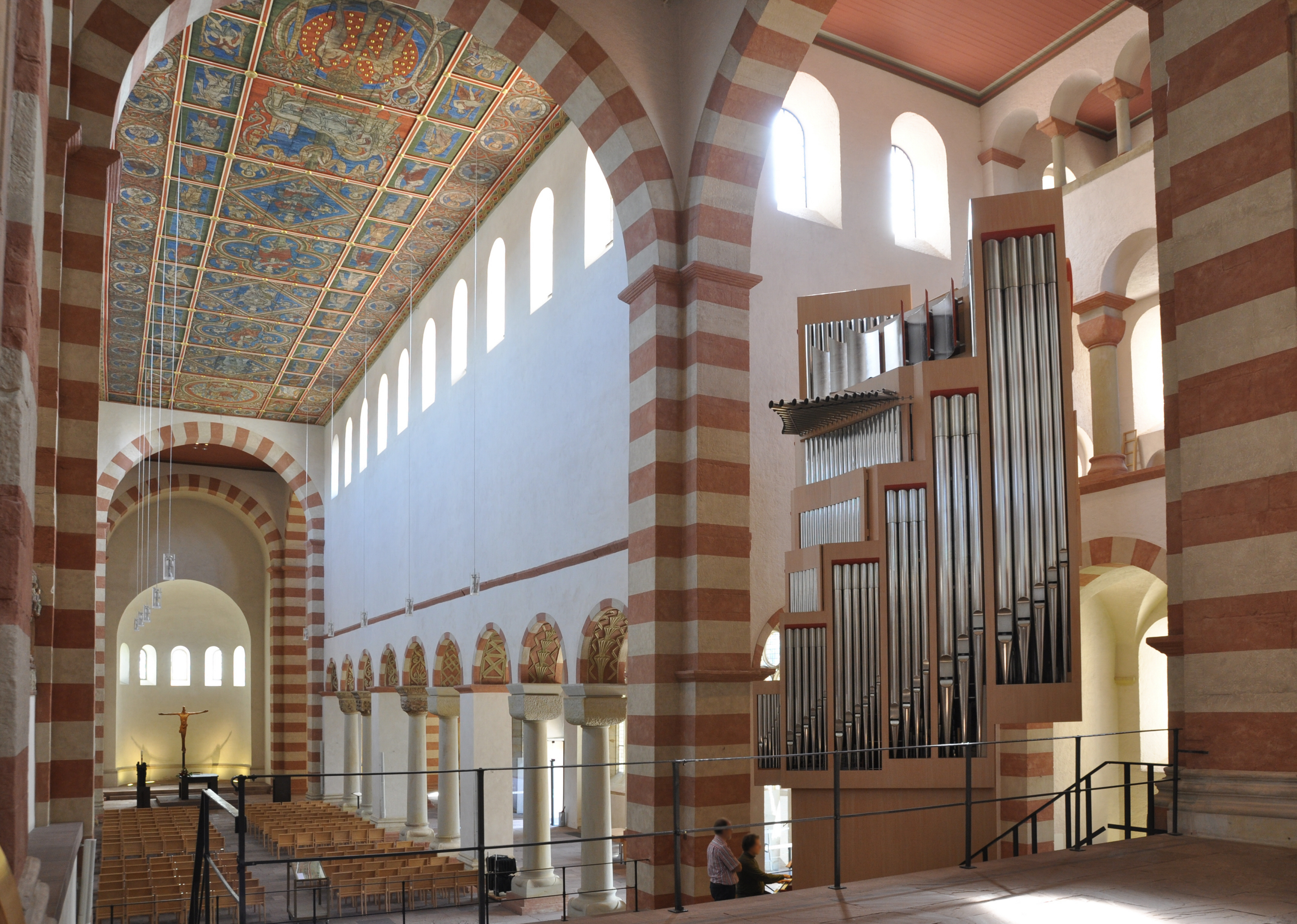
Église Saint-Michel de Hildesheim inscrite au patrimoine mondial de l'UNESCO

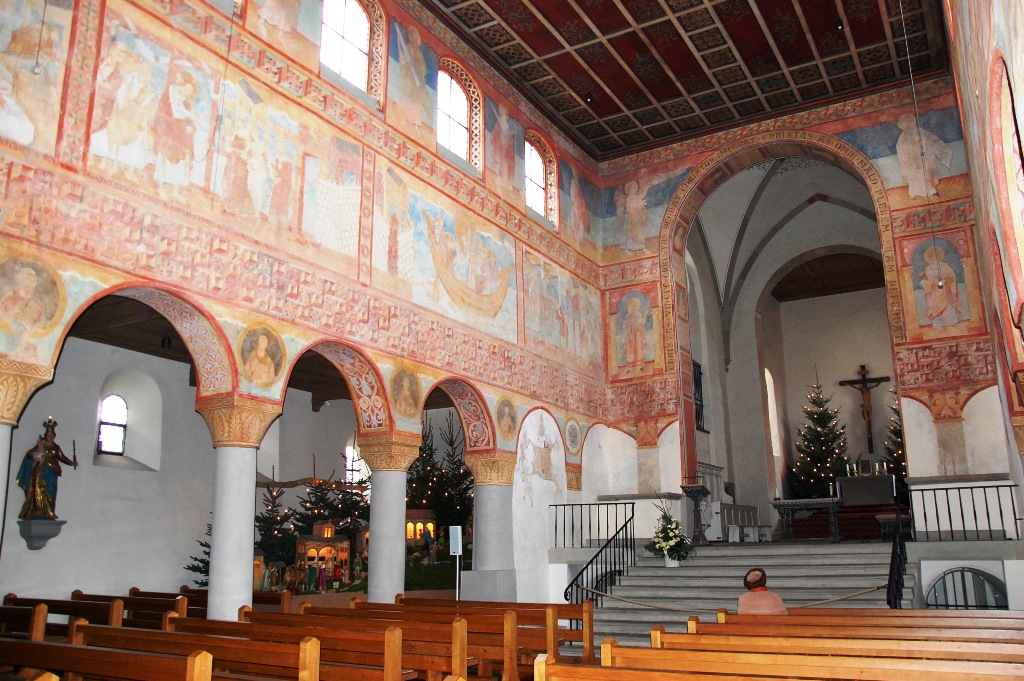
Église Saint-Georges d'Oberzell à Reichenau inscrite au patrimoine mondial de l'UNESCO

L'architecture ottonienne fait partie du bloc stylistique de l'architecture charpentée formé à partir des prototypes carolingiens avec des influences byzantines nouvelles. C'est une sorte de premier art roman du Nord distinct et symétrique opposé au premier art roman méridional. On peut penser que l'architecture ottonienne n'est que l'aile orientale d'un ensemble plus vaste qui englobe le nord de l'Europe et sans doute l'Angleterre pré-normande. Elle a incontestablement formé le second art roman (1050-1150) et la première architecture gothique née dans la partie ouest du premier art roman du nord en garde encore l'amplitude.
L'architecture ottonienne participe à une renaissance et la volonté des empereurs de la nouvelle dynastie ottonienne de restaurer le Saint-Empire romain germanique. Elle s'étend de la mer du Nord et de la Baltique aux régions alpines et de la Saône au-delà de l'Elbe et de Magdebourg. Dans la seconde partie du Xe siècle des monuments importants sont construits. La frontière entre l'architecture ottonienne et l'art roman primitif est imprécise, située entre 1020 et le milieu du XIe siècle suivant les auteurs,.

## Contexte historique

L'Empire romain germanique vers l'an mil

- En 843, le traité de Verdun divise l'empire carolingien en trois royaumes dirigés par les petits-fils de Charlemagne. Louis le Germanique reçoit la Francie orientale qui correspond au territoire de la Germanie. Le titre impérial lui échappe et se transmet en se vidant de son sens jusqu'en 924. Otton Ier, roi de Saxe depuis 936, est vainqueur des Hongrois et des Slaves, deux des nombreux peuples venus envahir l'Occident dans la seconde moitié du IXe siècle. Il reconquiert l'Italie et rétablit le pouvoir qu'autrefois Charlemagne avait établi sur Rome. En 962 il est couronné empereur à Rome et fonde le Saint-Empire romain germanique, qu'il place dans l'héritage de Charlemagne, qui lui-même s'était placé dans celui de l'Empire romain disparu. Otton Ier ressuscite ainsi un empire qu'il donne en héritage à son fil Otton II en 973. Celui-ci épouse une princesse grecque, Théophano, afin de s'allier à l'Empire d'Orient. À sa mort, c'est son fils, Otton III, qui lui succède. Encore jeune, sa mère assure la Régence, et par là même réaffirme l'influence byzantine sur l'art ottonien. Influencé par Gerbert d'Aurillac le roi rêve d'un empire universel dont la capitale serait Rome.

- Parallèlement l’Église connaît une forte organisation hiérarchique : les idées réformistes marquent l'épiscopat et le monachisme, et l'expansion fulgurante des abbayes en est la parfaite illustration. L'Église tient une grande place dans le conseil des princes, et le rôle matériel et spirituel du monachisme est indéniable. Prouesses architecturales, les monuments se placent dans l'héritage de la dynastie carolingienne tout en se laissant imprégner des influences byzantines. Les ateliers monastiques deviennent à l'origine de tout l'art ottonien : sculptures, peintures, orfèvrerie, enluminures. Le culte des reliques s'élève, et les cryptes viennent se placer de plain-pied avec la nef. La composition des édifices est modifiée, tout comme le développement de la liturgie. Les grands pèlerinages s'organisent [4].

## Traits communs
Au Xe siècle, l'empire germanique est le principal foyer artistique en Occident. L'empereur et les grands ecclésiastiques donnent une impulsion déterminante à l'architecture.
L'architecture ottonienne puise son inspiration à la fois dans l'architecture carolingienne et dans l'architecture byzantine. En effet, ces deux styles architecturaux se réclament de l'Empire romain et sont les plus proches exemples de l'art dédié au souverain. Si la femme d'Otton II, Théophano Skleraina, était la fille de l'empereur de Byzance, c'est tout de même l'art carolingien qui a le plus influencé l'architecture ottonienne.
L'architecture religieuse ottonienne semble délaisser le plan centré, malgré quelques exemples : à Ottmarsheim (XIe siècle, Alsace), le déambulatoire est octogonal comme celui de la chapelle palatine d'Aix-la-Chapelle. On peut retrouver une évocation de l'octogone central d'Aix dans la cathédrale d'Essen À Nimègue (Pays-Bas), l'évocation est plus nette dans la chapelle Saint-Nicolas du Valkhof (vers 1050).
Le plan basilical d'inspiration romaine est le plus courant. Tours et clochers sont placés à l'extérieur des édifices afin d'accentuer la taille du bâtiment et la puissance des deux chevets. Ainsi la cathédrale ottonienne typique possède un plan basilical, un chevet flanqué de tours, une tour-porche (aspect longtemps conservé dans les églises germaniques) et parfois de chapelles collatérales au transept.

L'architecture ottonienne conserve toutefois la figure des deux chevets symétriques carolingiens dans certains cas et lui donne même un grand essor par une régularité et une symétrie nouvelle, d'où souvent la présence d'une abside carrée, caractéristique rhénane par la suite. Le plan roman-rhénan correspond à une synthèse des plans ottoniens et carolingiens, accompagnant la naissance et le développement de l'art roman.

## Les caractères régionaux

### Saxe

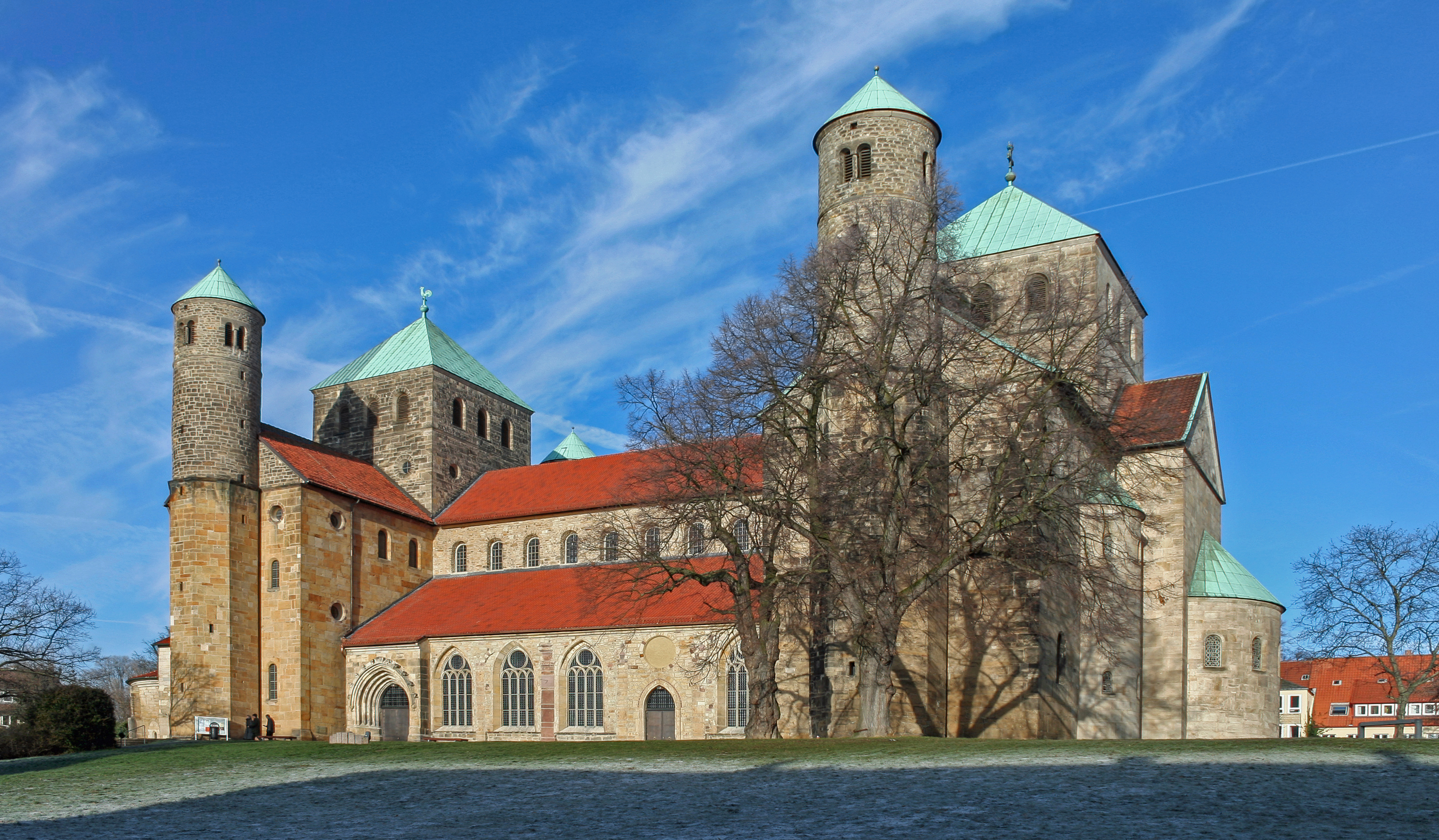
Église Saint-Michel de Hildesheim

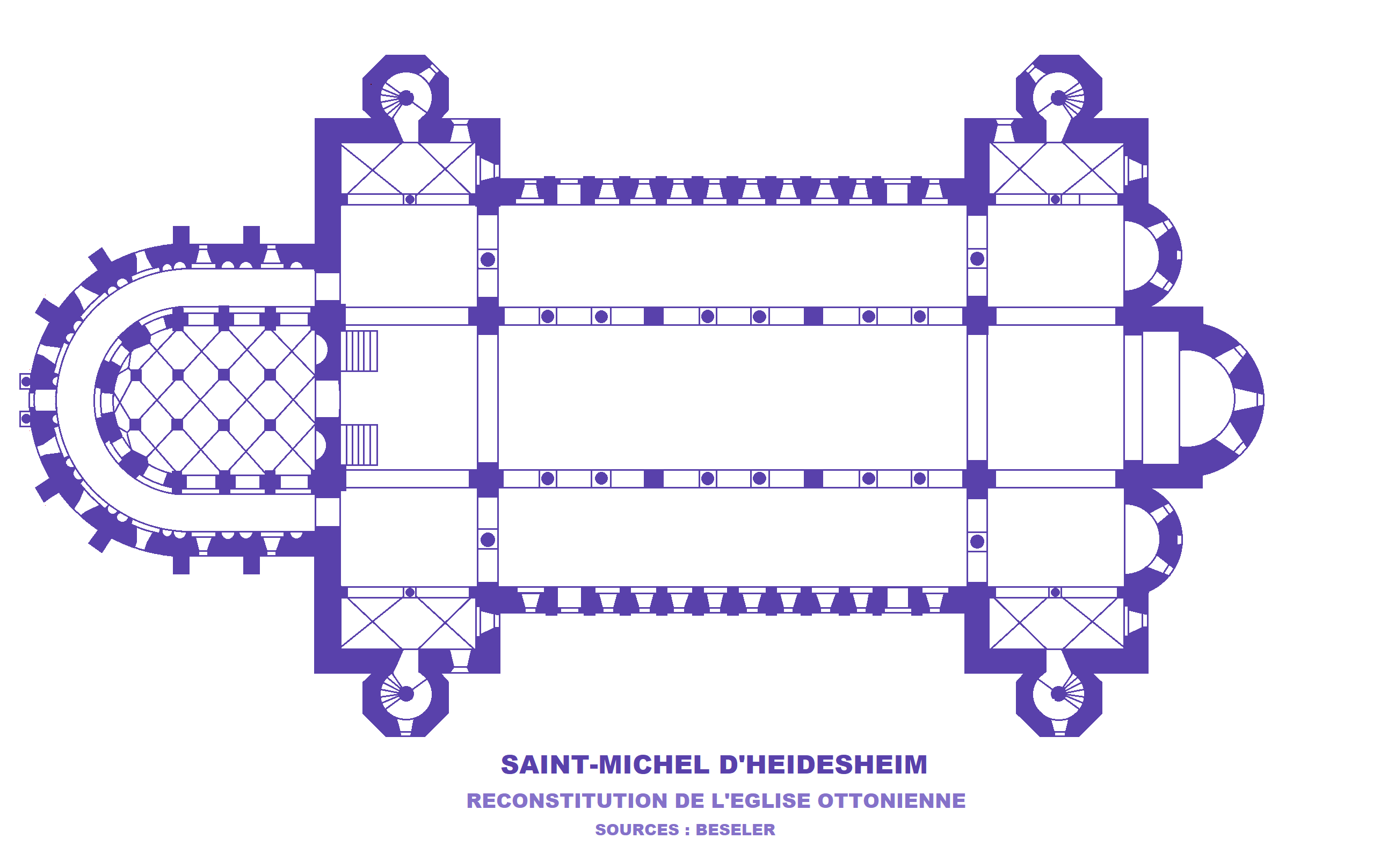
Église Saint-Michel de Hildesheim

Au chœur de la patrie ottonienne l'école saxonne est la plus cohérente et probablement définie au Xe siècle avec Magdebourg et Gernrode qui vers 960 a des traits typiquement saxons. Au début du XIe siècle, on trouve l'Église Saint-Michel de Hildesheim et Mersebourg ou s'élabore un type d'église reproduit pendant deux siècles .
Ce style se caractérise par un plan basilical à transept et travée régulière, un chœur allongé à absidioles orientées, une nef à trois travées, des supports alternés colonnes et massifs rectangulaires. Les proportions sont massives, carrées et le type de façade ne se retrouve qu'en Saxe. Paderborn se distingue par son originalité liée à la volonté de l'évèque Meinwerk.

### Meuse
L'école mosane dont certains caractères l'unisse à la région de Cologne, s'affirme dans le premier quart du XIe siècle en Wallonie et en remontant la Meuse parfois jusqu'en Lorraine. Les exemples proches de l'an mil, presque définitifs sont repris dans la période romane.
Elle est caractérisée par des édifices bas avec des chœurs triples, des absidioles attenantes à l'abside principale, la nef est massive, avec des piliers rectangulaires. La façade Ouest est mise en valeur par un clocher unique et un décor mural de grandes arcades aveugles. Nivelles en est la plus belle expression.

### Lorraine et Rhin moyen
Cette école à laquelle on peut joindre la vallée du Rhin supérieur entre Bale et le lac de Constance et la basse vallée du Main est la plus active et peut-être la plus importante avec Trèves, Metz et Mayence au Xe siècle. Avant l'an mil, Reicheneau est déjà le centre le plus considérable de l'Empire avec le scriptorium impérial. Vers 1015 s'élèvent des grandes constructions comme Strasbourg, Limbourg et Spire où les caractères de l'architecture ottonienne se révèlent le mieux et que s'élaborent la façade et le chevet harmonique.

### Rhin inférieur
Plus tardive car conservatrice, l'école du Rhin inférieur est une des plus actives et inventives dans le deuxième quart du XIe siècle. Cologne qui arrive à son apogée vers le milieu du XIe siècle conservera les formes ottoniennes pendant deux siècles d'une grandiose arctivité constructive.
Cette aire géographique avec Cologne, Aix-la-Chapelle, l'abbaye d'Essen et l'évêché d'Utrecht qui était retardataire avant l'an mil devient la plus hardie dans l'adaptation des types carolingiens. On trouve un chœur Ouest avec une nef à niches à Essen, un souci de mettre toutes les ressources de la nouvelle architecture au service d'une expression formelle subtile et raffinée à Werden.

## Relations avec l'architecture romane contemporaine

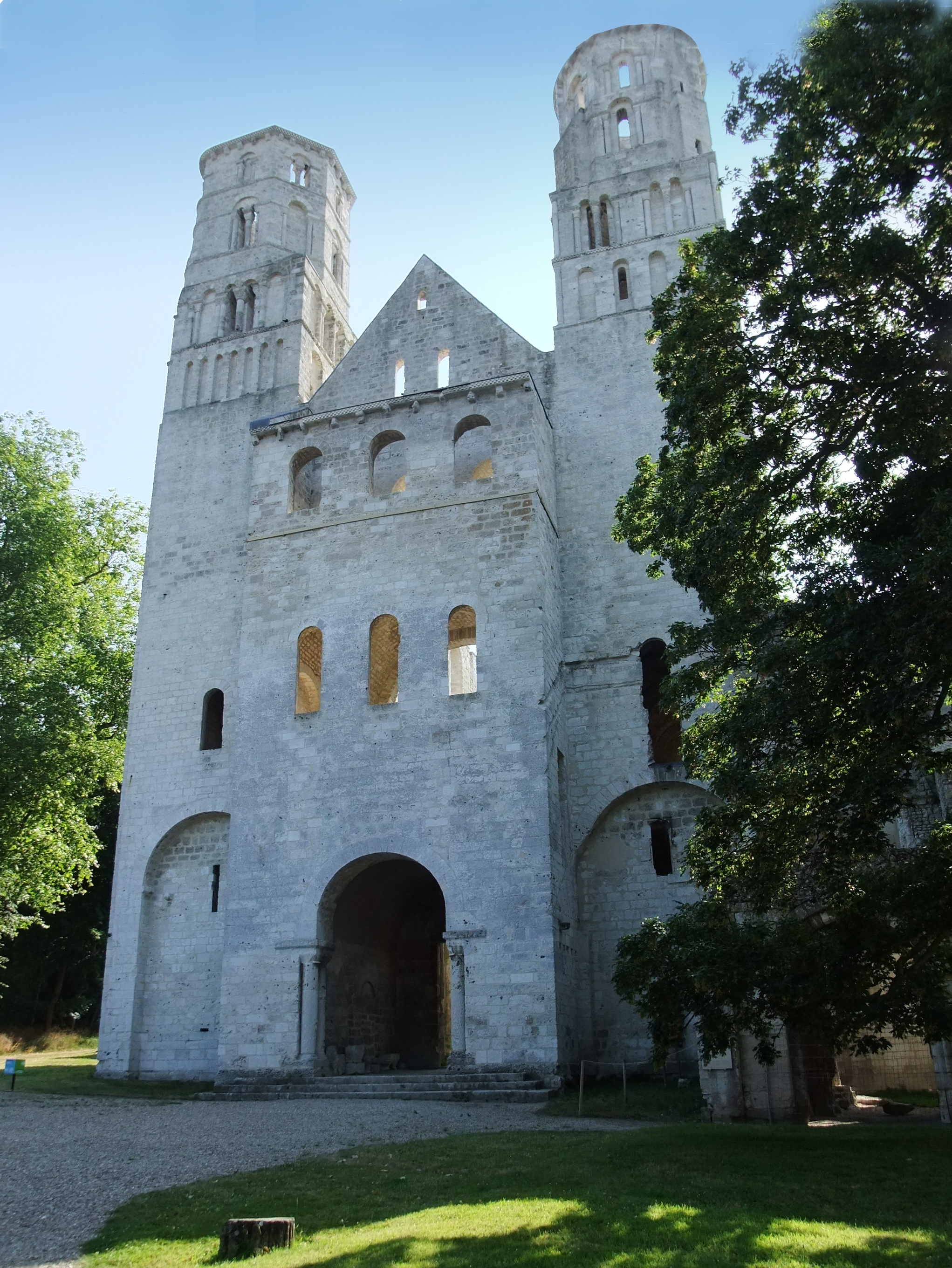
Abbaye de Jumièges

L'architecture ottonienne s'est constituée seule, presque en vase clos en faisant évoluer les modèles carolingiens tout en résistant aux apports du premier art roman méditerranéen. Les zones de contacts en Bourgogne jurane et dans les Alpes montrent que la fusion entre ces deux mondes de formes est difficile. La progression de l'architecture du Sud a été arrêtée par la zone d'influence ottonienne qui ne lui a emprunté que des éléments de décor pour les transformer et ce n'est qu'après 1050 dans un Empire déclinant que des éléments de décors et de sculptures méridionaux s'infiltrent dans les édifices germaniques.
Le premier art roman méditerranéen n'a pas dépassé le Massif central et n'a aucun rôle sur l'architecture au Nord de la Loire et l'Ouest océanique de la France. L'influence de l'architecture ottonienne sur l'Europe du Nord peut être sentie dans des monuments des zones Nord-Ouest et Ouest de la France et on peut se demander si on ne peut pas regrouper dans un même ensemble formel les différents types régionaux de l'Océan à l'Elbe et de la Mer du Nord à la Loire.
Les transepts bas de Morienval et les églises de l'Aisne viennent probablement de la Meuse, les chevets harmoniques de Saint-Germain-des-Prés, de Melun et de Morienval dérivent sans doute de Lorraine. En Normandie la façade de Jumièges avec son massif occidental et sa tribune, la façade disparue de Fécamp montrent une composition semblable aux westwerks carolingiens et ottoniens, le porche de Saint-Nicolas-de-Caen est de type rhénan mais à Bernay, Jumièges et au Mont-Saint-Michel le principe d'alternance des piliers de la nef, le mur épais avec coursive, le transept à tribune et la tour-lanterne sur croisée régulière y sont bien plus révolutionnaires, modernes et romans que dans l'architecture ottonienne.
En Champagne, entre la France royale et l'Empire s'est développée vers l'an mil une architecture non moins grandiose que celle de l'architecture ottonienne, différente par certains caractères typiquement français mais semblable dans sa structure et dans ses origines carolingiennes,,.

## Analyse des partis constructifs

### Les basiliques à transept continu

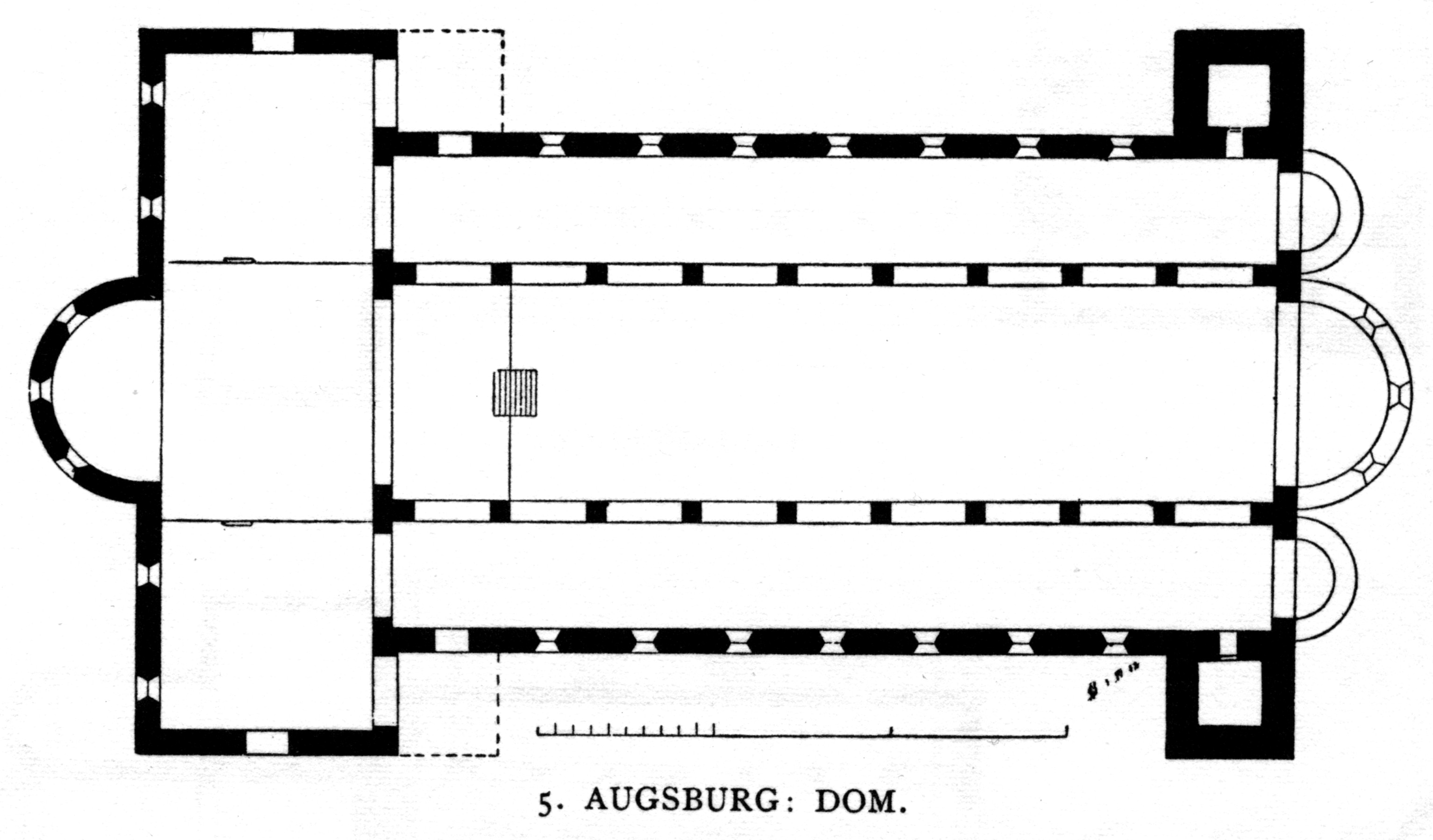
Plan de la Cathédrale d'Augsbourg

Les basiliques à transept continu marquent un retour aux types paléochrétiens. Ce sont de vastes basiliques charpentées, aux collatéraux dépourvus de voûtes et séparés de la nef par des supports simples, colonnes et piliers rectangulaires portant des murs massifs percés d'une rangée de petites fenêtres. Le chœur est peu complexe, rectangulaire, souvent avec une travée droite et une abside flanquée d'absidioles orientées. Le transept est vaste. Les parties ouest comportent une grande variété de combinaisons et une forte présence de masses inconnues où on peut voir des persistances carolingiennes. Ce groupe d'édifices peut paraître primitif et en retard sur les recherches méridionales mais il est l'exemple extrême de l'attachement au passé carolingien et antique que par besoin politique et par idéal spirituel, la dynastie ottonienne a fait sien, ce qui a contribué à sa grandeur.
Il a existé probablement une quinzaine de basiliques à transept continu réparties en deux familles, celles à double chœur et transept occidental et celles à transept oriental et chœur unique.
Ces caractéristiques sont ou ont été présentes à l'abbatiale en ruine d'Hersfeld, les murs du transept de la cathédrale d'Augsbourg, le transept recouvert d'un plafond de la Renaissance à l'abbaye Saint-Emmeran à Ratisbonne, les parties essentielles du transept de la basilique des Saints-Apôtres de Cologne, les transepts de l'église Saint-Cyriaque de Gernrode et de l'abbatiale de Walbeck, les fondations du transept de la cathédrale de Strasbourg, peut-être la cathédrale Saint-Pierre-et-Saint-Georges de Bamberg, l'église Saint-Martin à Worms dans son état proche de l'an mil, les ruines de l'église Saint-Michel de Heiligenberg...

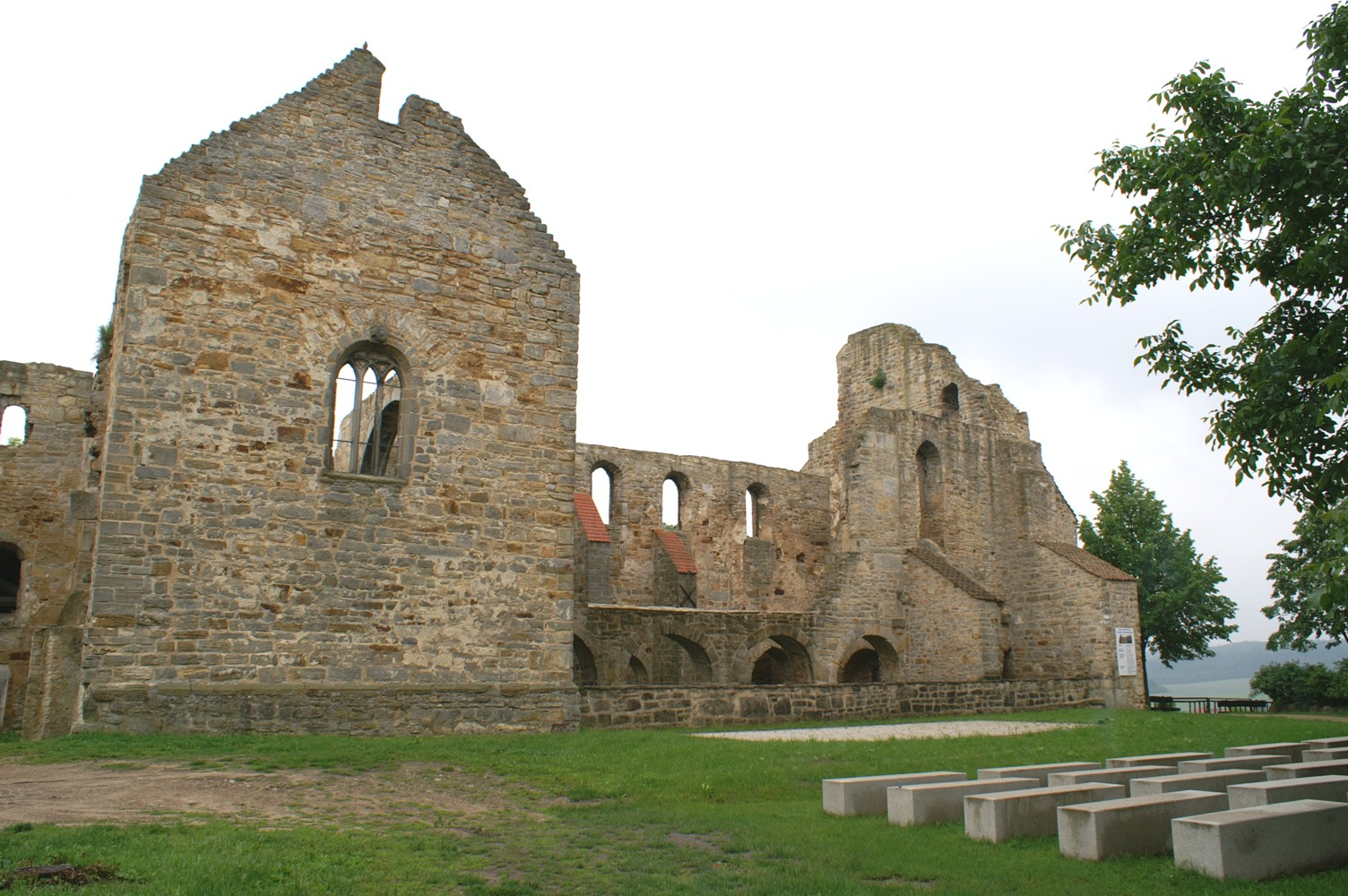
Abbatiale de Walbeck
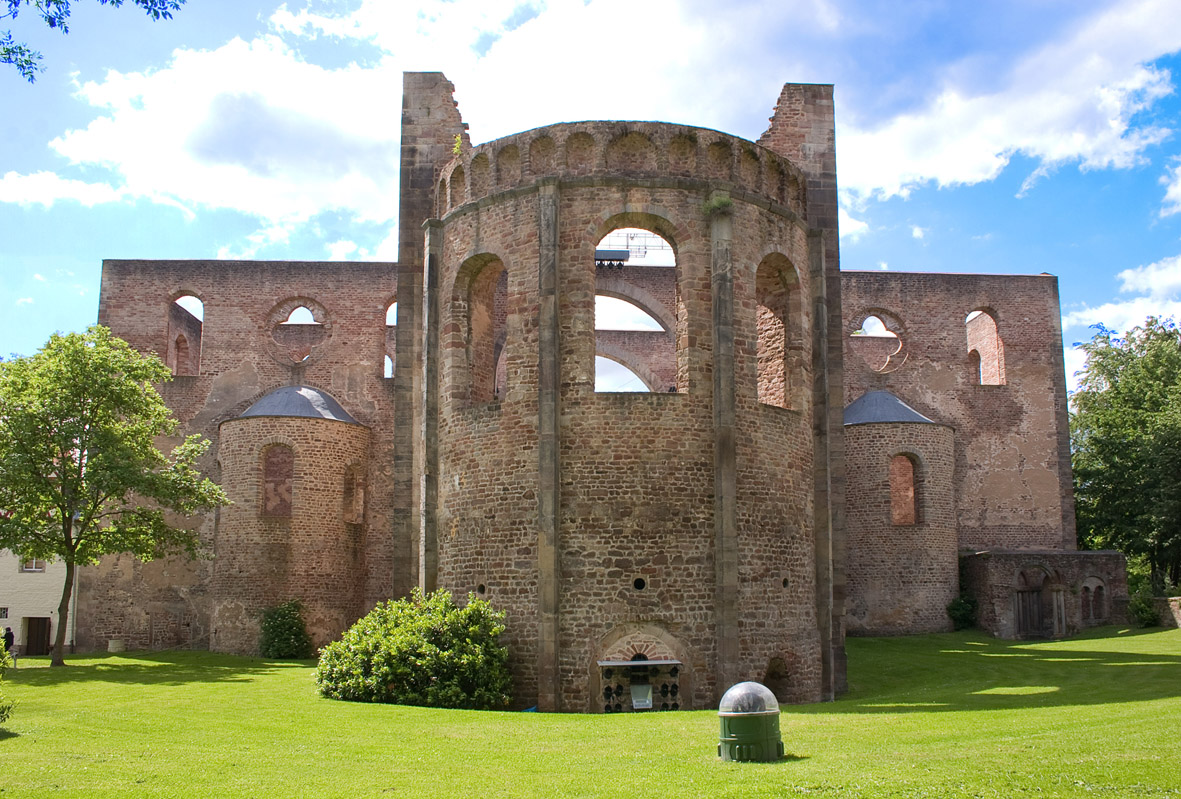
Abbatiale d'Hersfeld, abside, transept Ouest
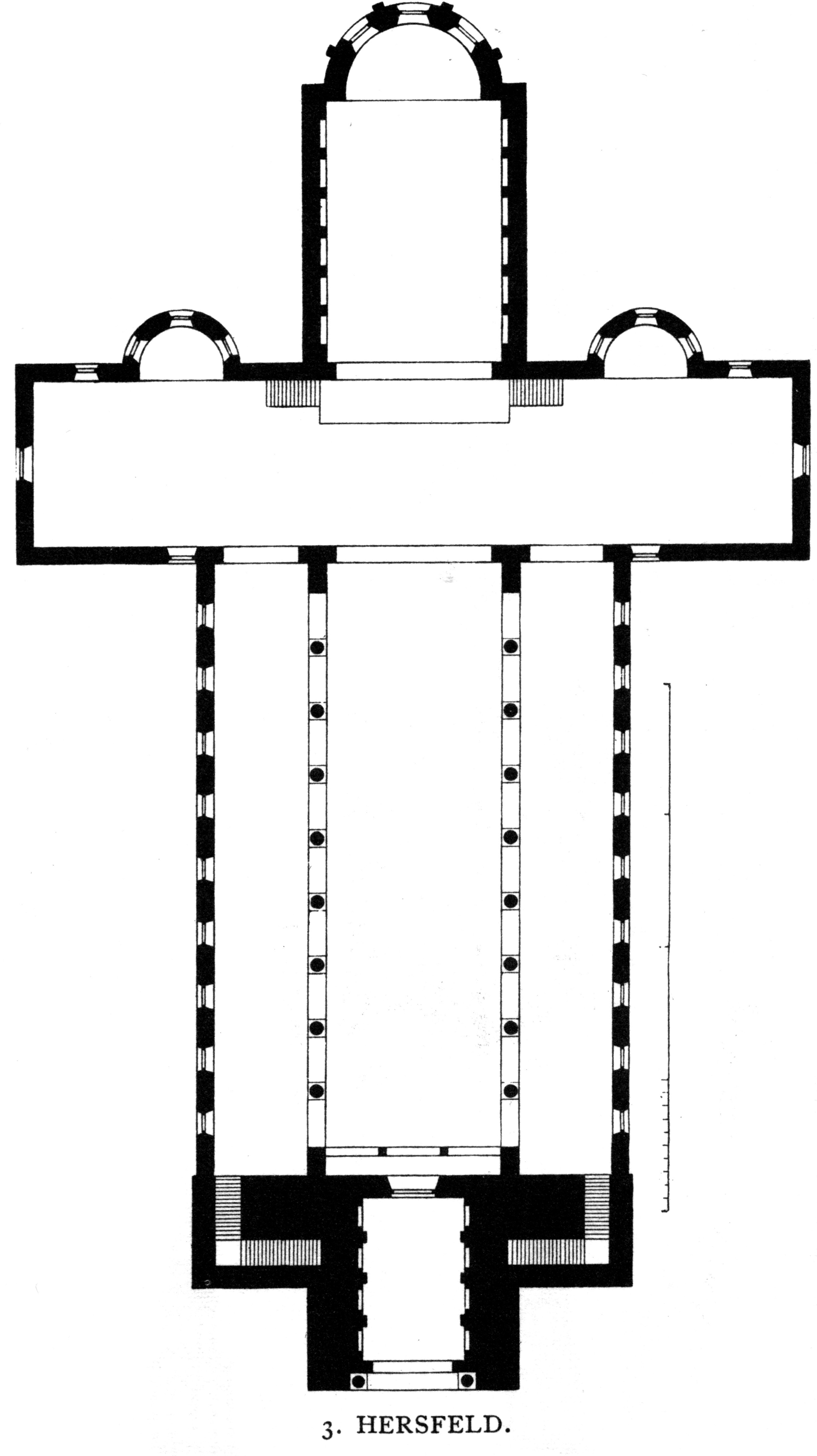
Plan d'Hersfeld
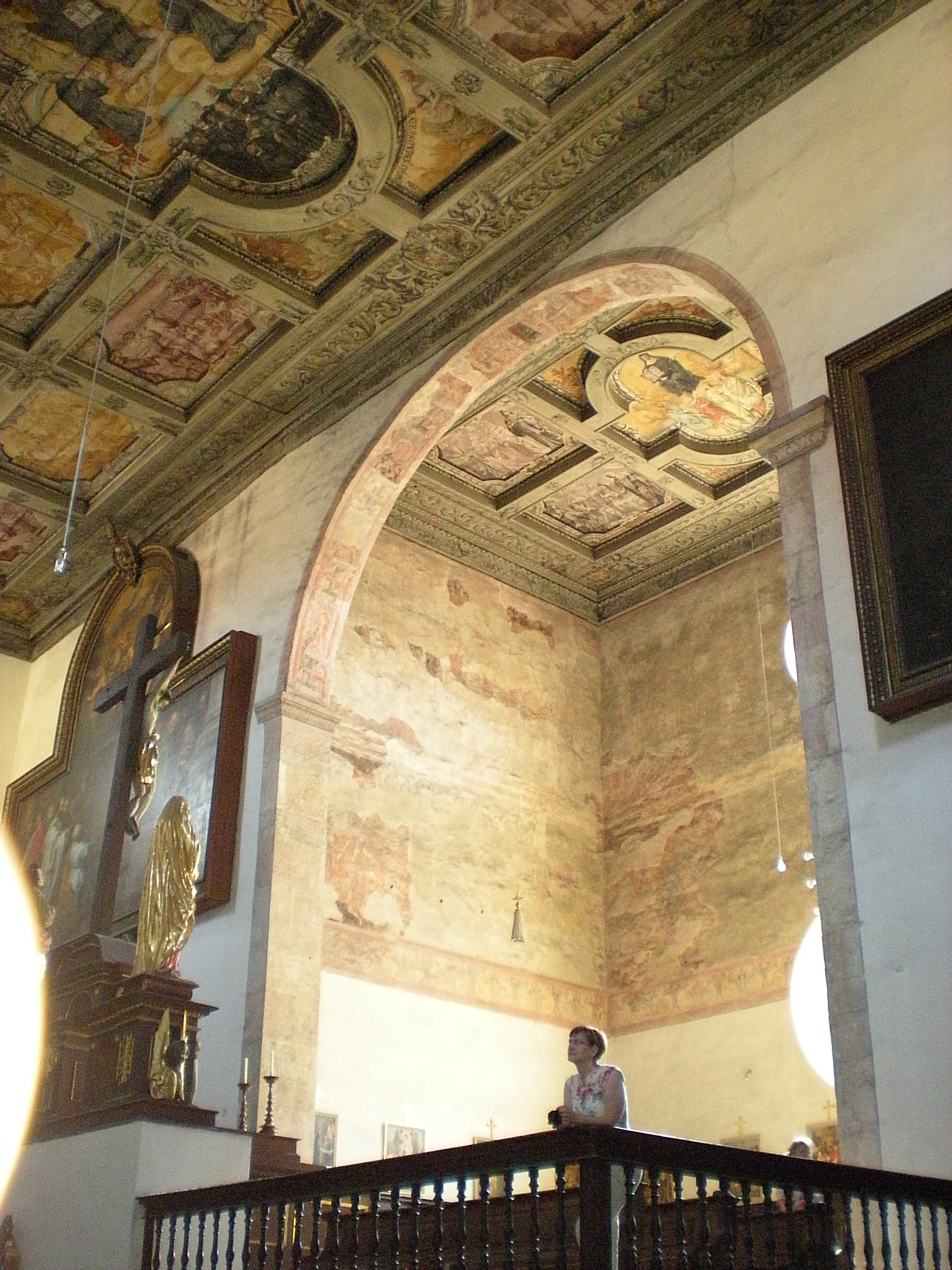
Ratisbonne, intérieur du transept

### Les basiliques à transept bas
Les édifices à transept bas participent au renouvellement des formes pré-romanes. La nef se poursuit indivise jusqu'à l'entrée de l'abside, les deux croisillons sont séparés d'elle par des murs avec des ouvertures plus ou moins larges. Les deux bras du transept sont plus bas et souvent plus étroits que la nef principale. Il n'y a pas de croisée du transept par l'absence d'arcs d'encadrement est et ouest.
Un exemple de ce type d'église carolingienne est visible à la basilique Saint-Pierre et Saint-Marcellin de Steinbach à Michelstadt dont on peut reconstituer le plan carolingien, que l'on trouve aussi fréquemment en Italie. Le type de Steinbach appartient à la grande série méridionale et pré-carolingienne, ce qui confirme que l'art occidental est uni dans ces sources premières.
Sous les ottoniens, l'église Saint-Pantaléon de Cologne avec le massif occidental, des portions des murs Est et le croisillon Nord existants permettent une restitution. Dans le même esprit, on peut y ajouter la collégiale Saint-Patrocle à Soest.

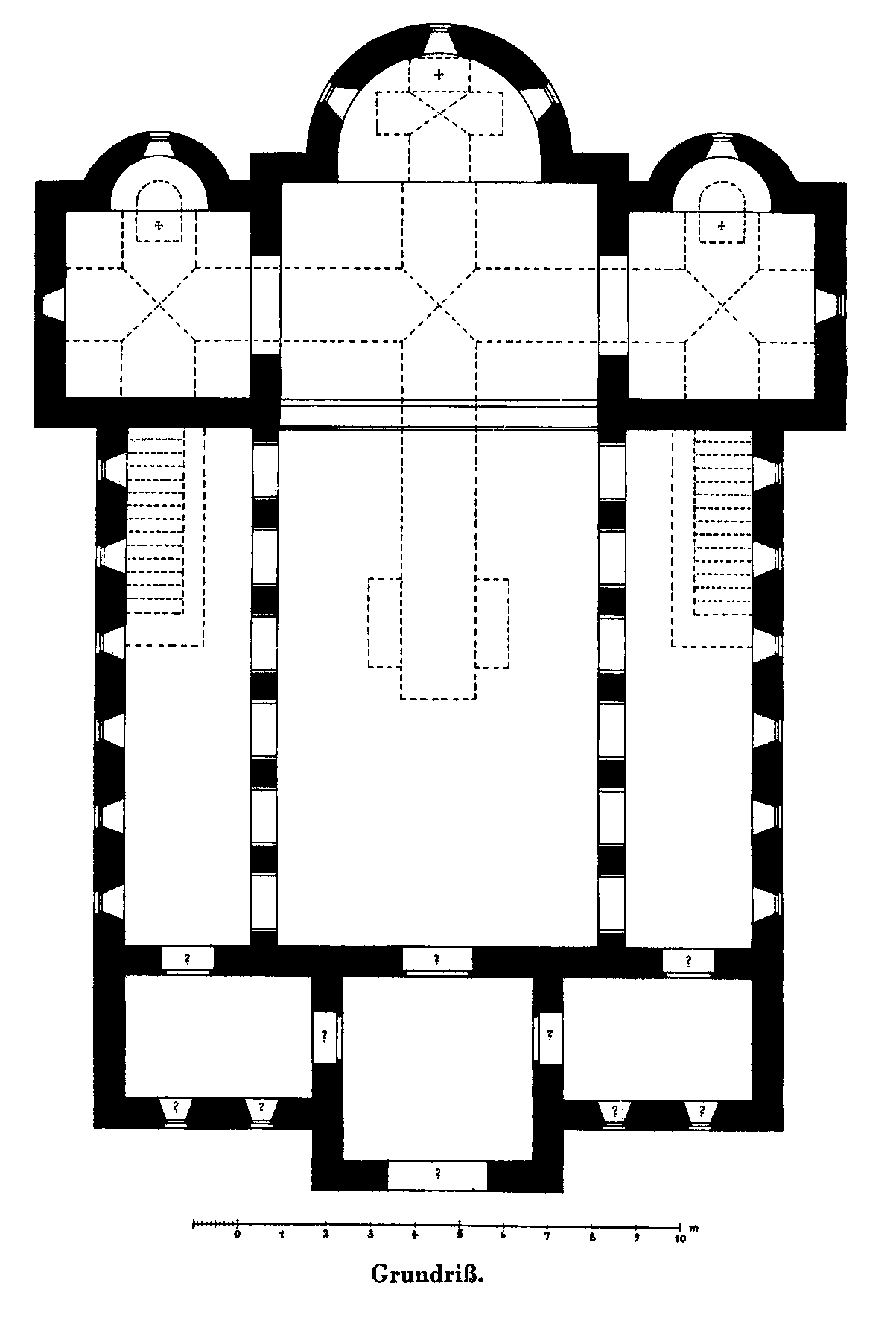
Plan carolingien de Steinback
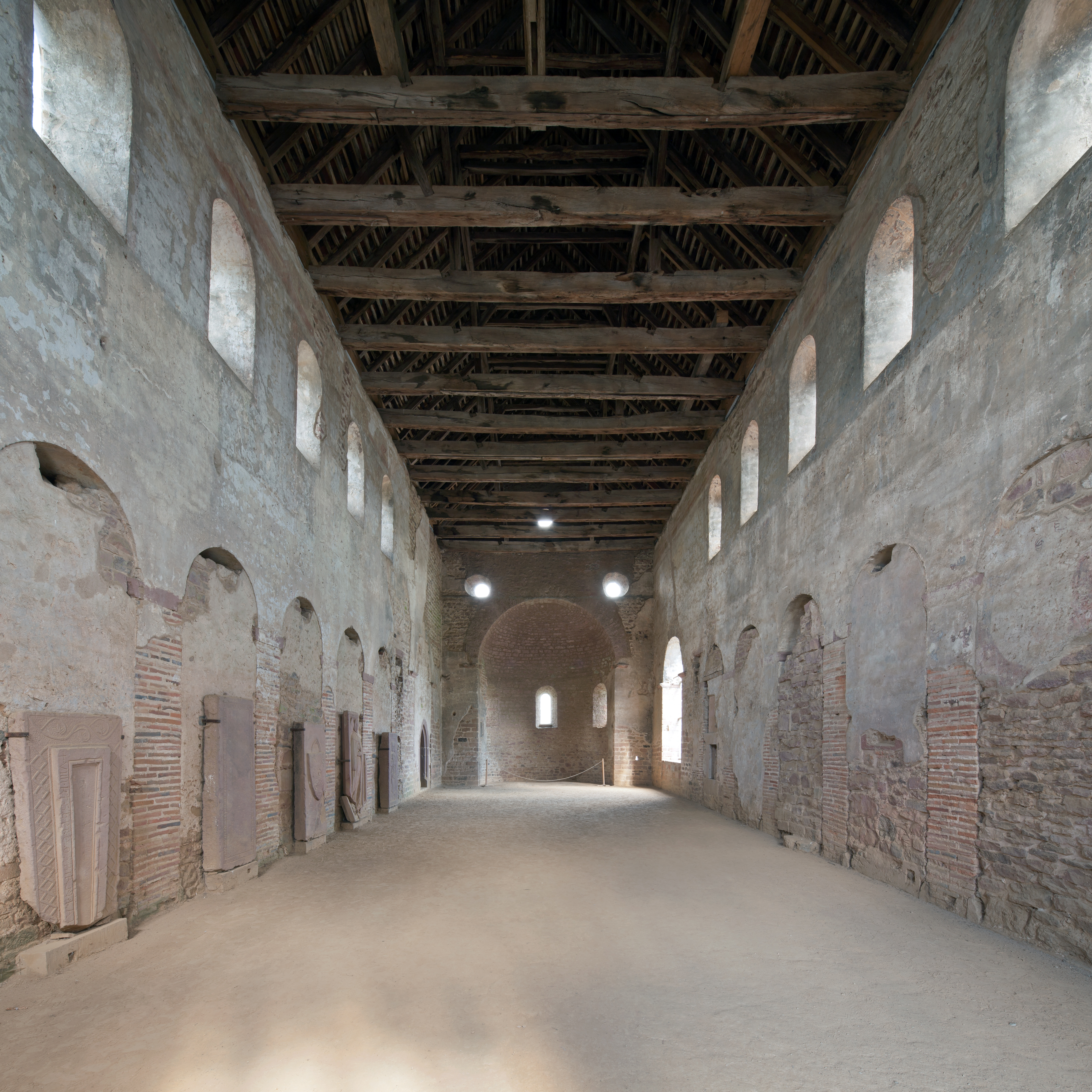
Nef carolingienne de Steinback
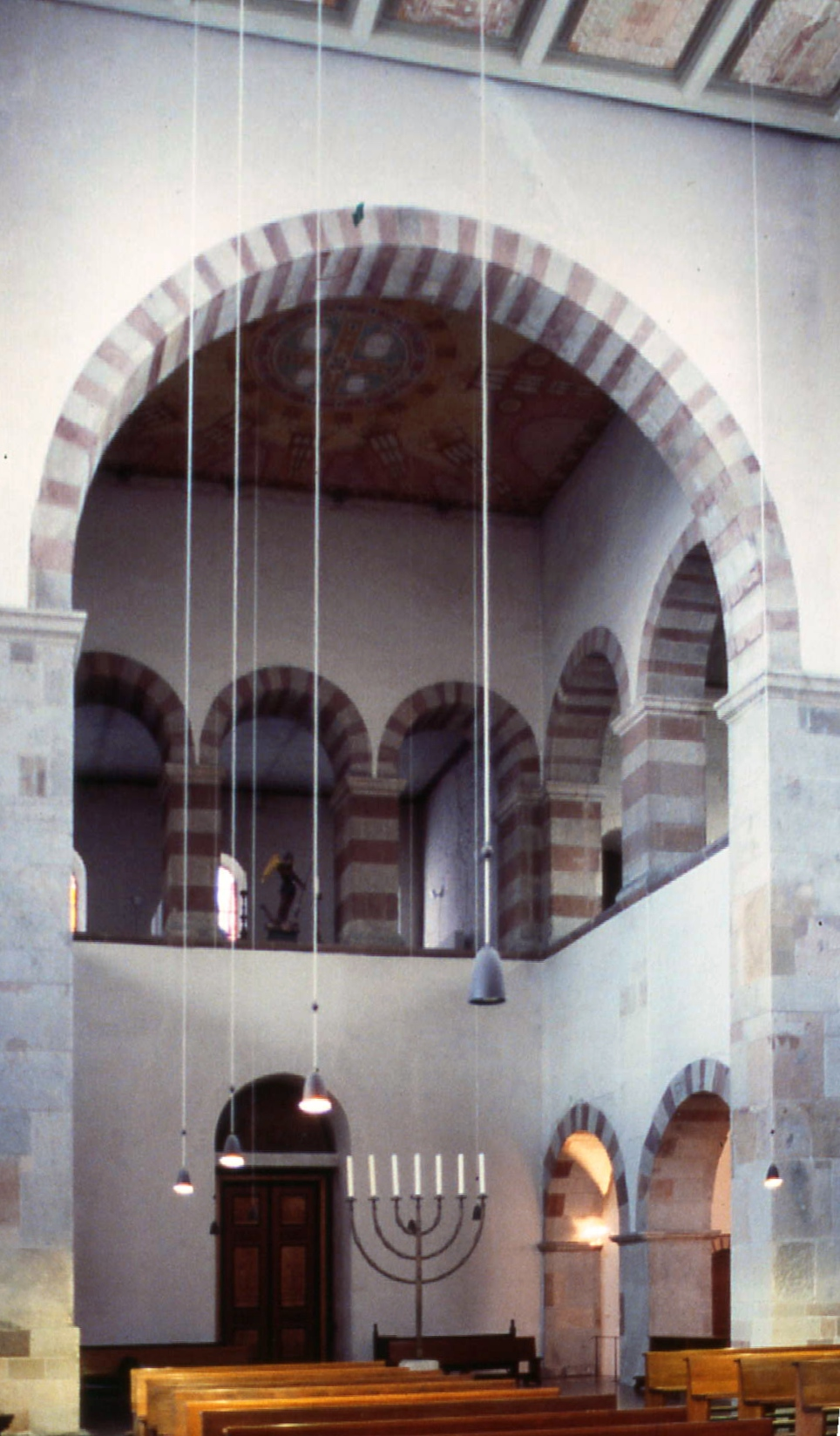
Massif occidental de Cologne

L'évolution du type de Steinbach et de Saint-Pantaléon se fait par l'adjonction d'arcs diaphragmes sous charpente entre la nef et le transept et entre le transept et le chœur. Ces arcs permettent de séparer la partie liturgique et participent à la stabilité du bâtiment. La croisée complète est née mais c'est seulement autour de l'an mil que l'on trouve des églises à transept bas reliés par une croisée. Mais ce type de construction est abandonné dans la zone d'architecture charpentée car sans tour sur la croisée, l'expression des volumes est pauvre.
Les bâtiments conservés de ce type peuvent être classés en plusieurs groupes.
La région la plus riche est celle de Wallonie et des pays de la Meuse avec l'abbatiale de Celles-les-Dinant, le prieuré de Hastière-par-delà de 1033-1035, la collégiale Saint-Denis de Liège dont il reste des murs des environs de l'an mil, Wessem près de Ruremonde (Roermond) aussi de l'an mil et Aubechies.
Le chef-d'œuvre de cette architecture est la collégiale Sainte-Gertrude de Nivelles, dont le massif occidental du XIIe siècle remplace un autre chœur carolingien ou ottonien. On peut dater les débuts de construction vers l'an mil avec une consécration en 1046, le transept vers 1050 et le chœur oriental peu après. L'abbatiale de Morienval, dans son état du XIe siècle, peut aussi être rattachée à ce même courant architectural.
Entre la Meuse et le Rhin, les édifices à transept bas sont moins uniformes. L'exemple le plus étonnant de l'union des modèles carolingiens et ottoniens est la cathédrale d'Essen. Les deux chœurs est et ouest sont unis à la nef par un transept et nous sommes ici au terme de l'évolution du modèle de Steinbach.
Les régions Alsace et Lorraine sont proches de la Bourgogne jurane et de la Suisse, zone de contact avec le premier art roman méditerranéen qui a gardé comme caractéristique la réduction extrême du transept contre le transept très développé de l'architecture du Nord. En Alsace, un petit groupe d'églises est constitué autour de celle d'Eschau avec Altenstadt (Wissembourg), Feldbach, Hohatzenheim et en Lorraine, on trouve les églises de Bouzemont et d'Olley.

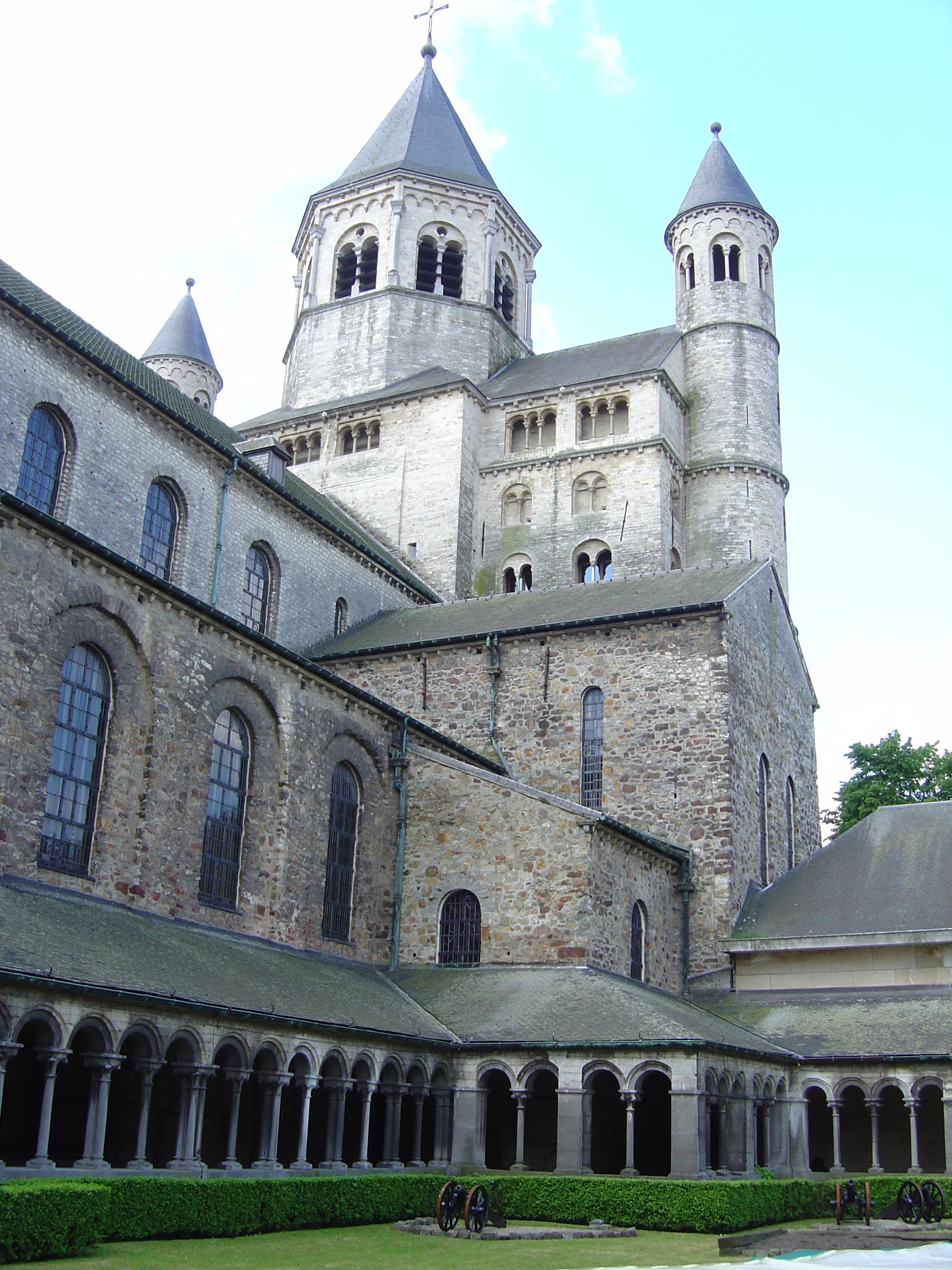
Collégiale de Nivelles
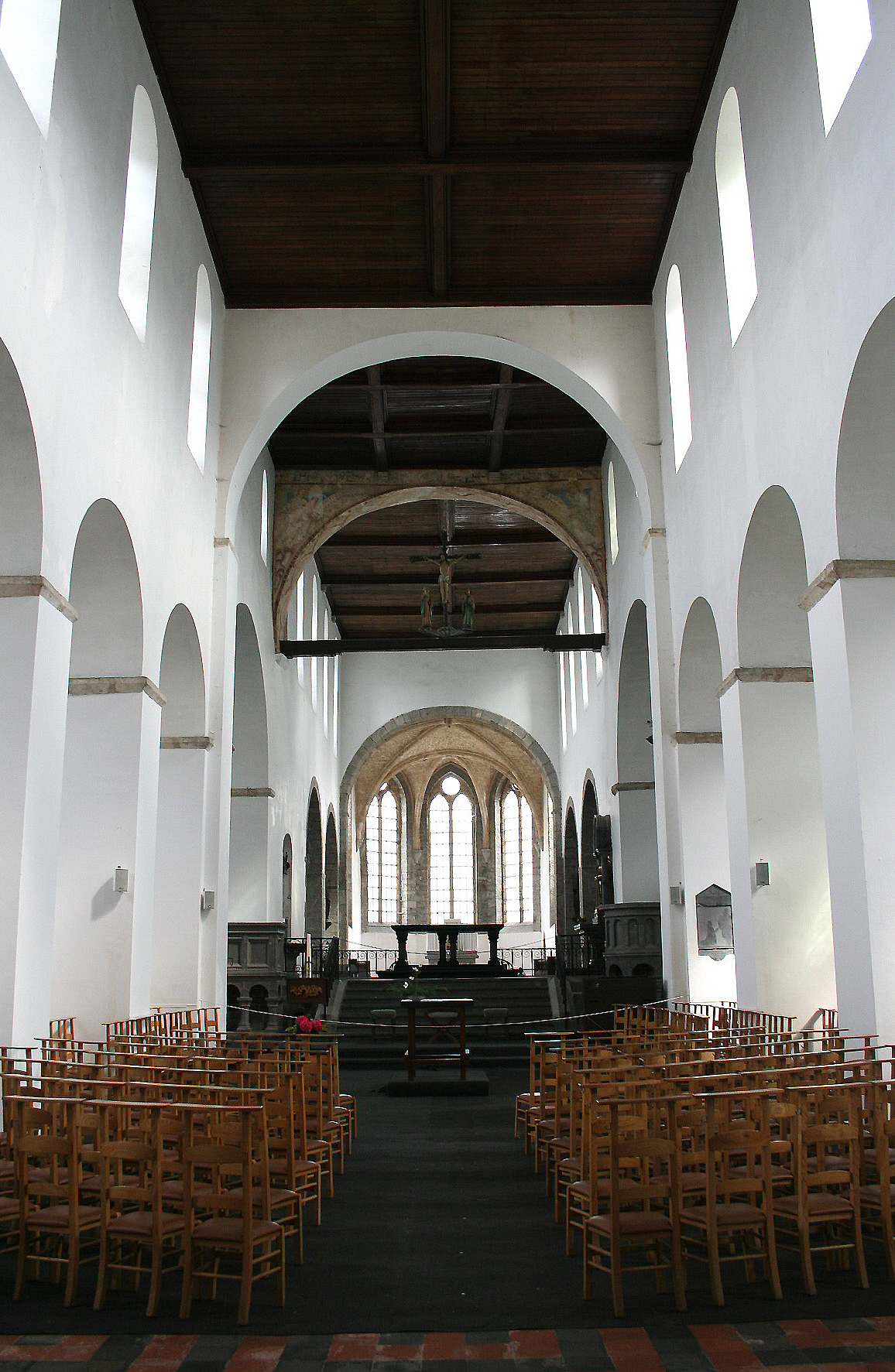
Hastière-par-delà
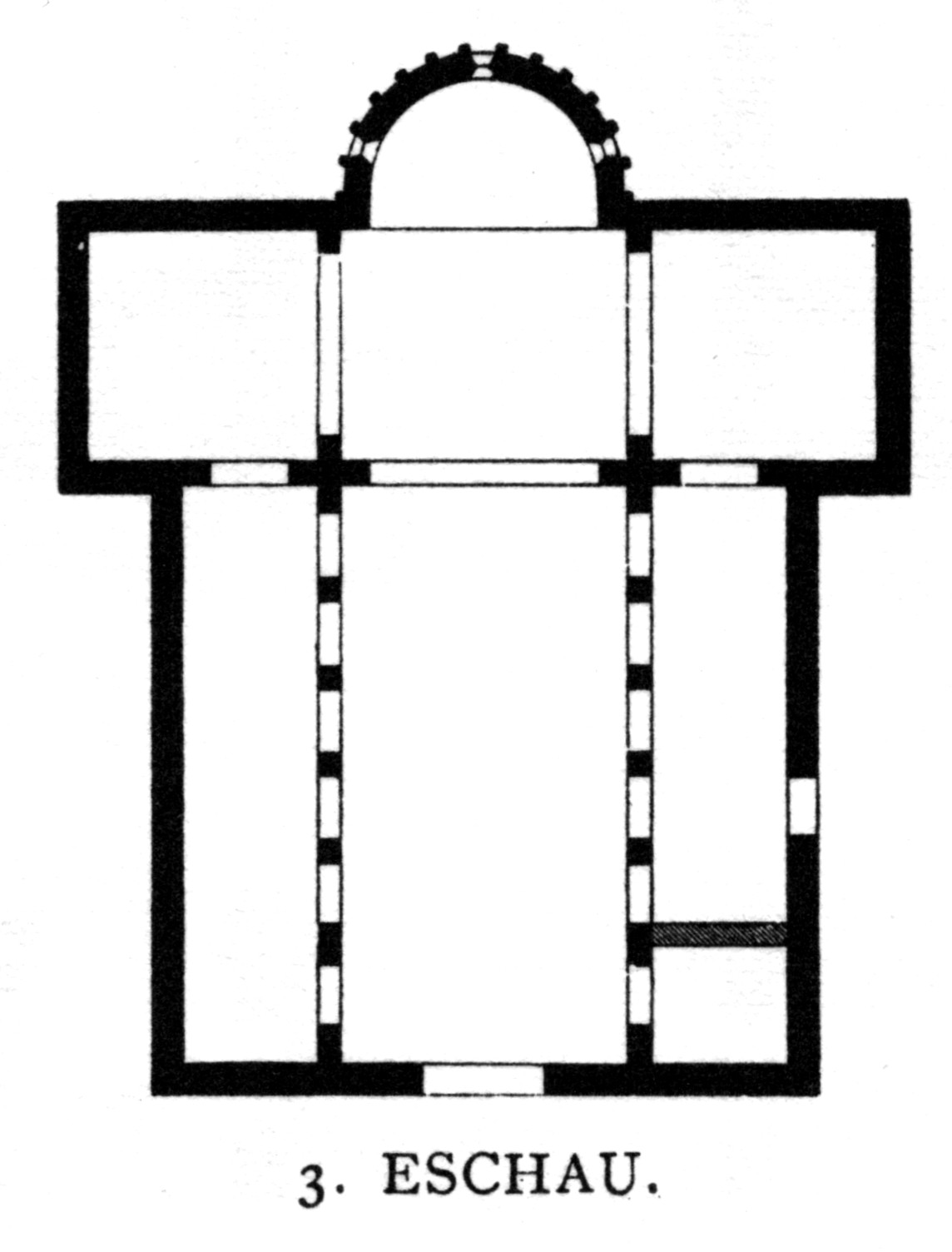
Plan d'Eschau
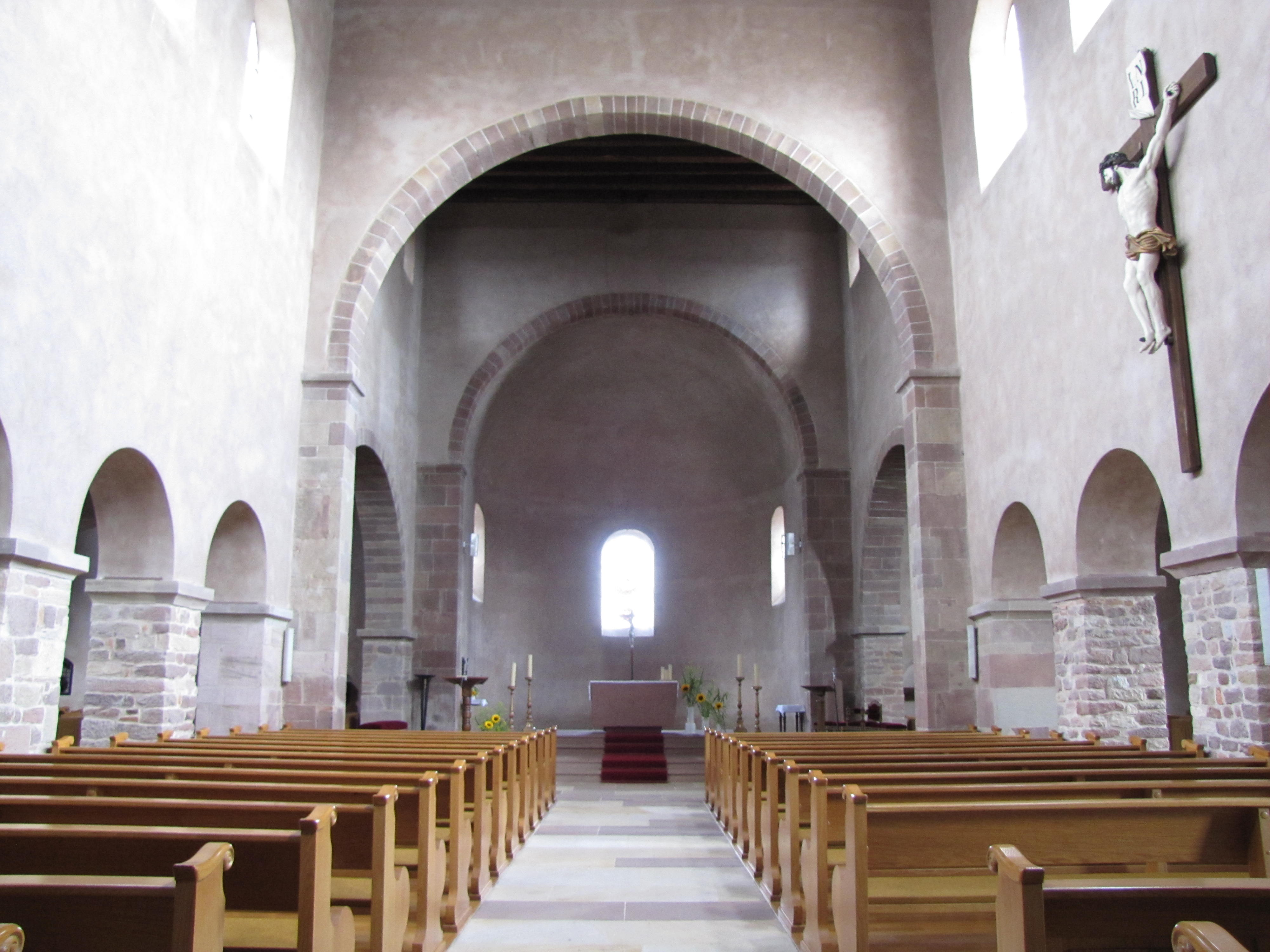
Eschau, nef, transept, abside

### Les basiliques à croisée régulière

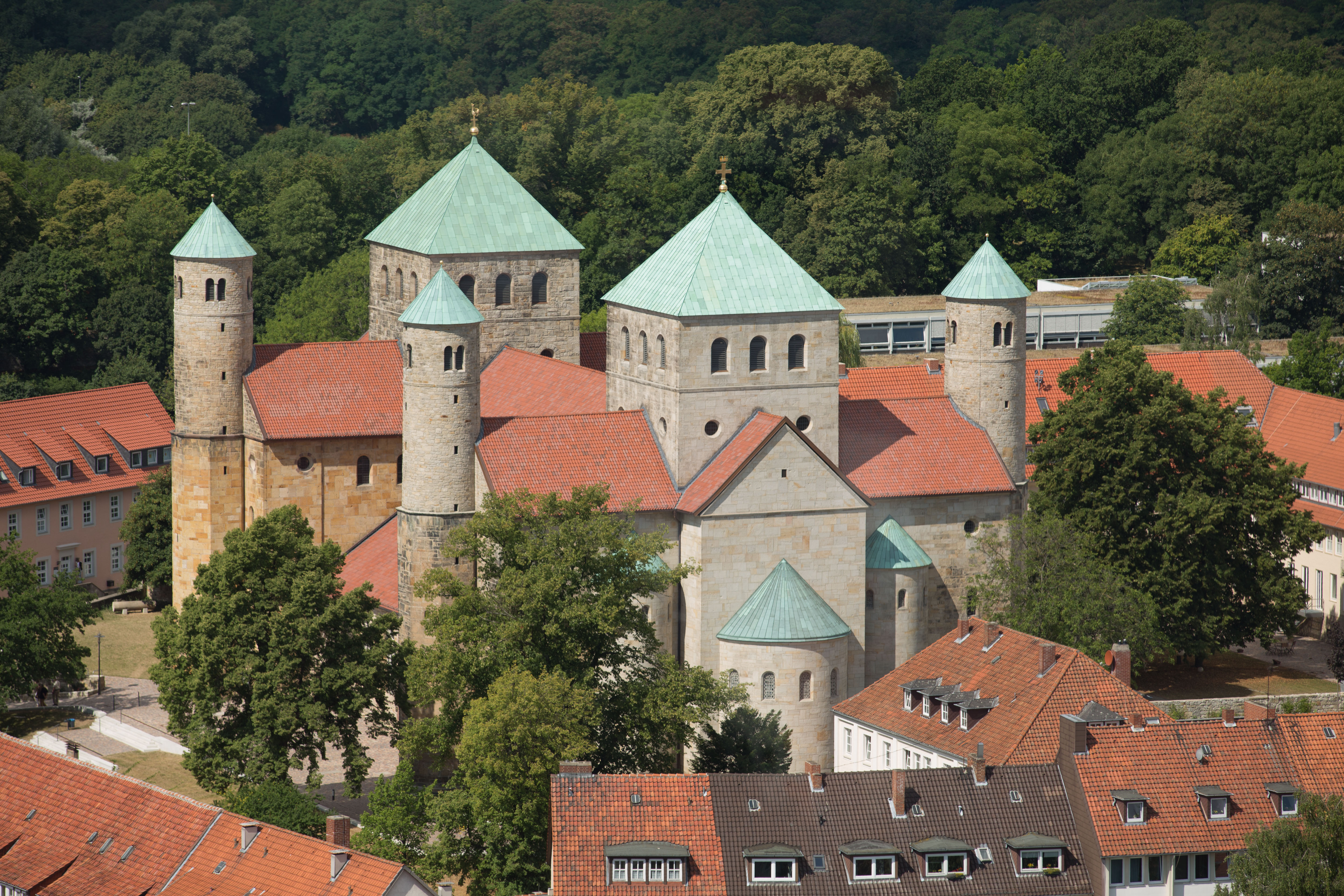
Hildesheim, les tours-lanternes

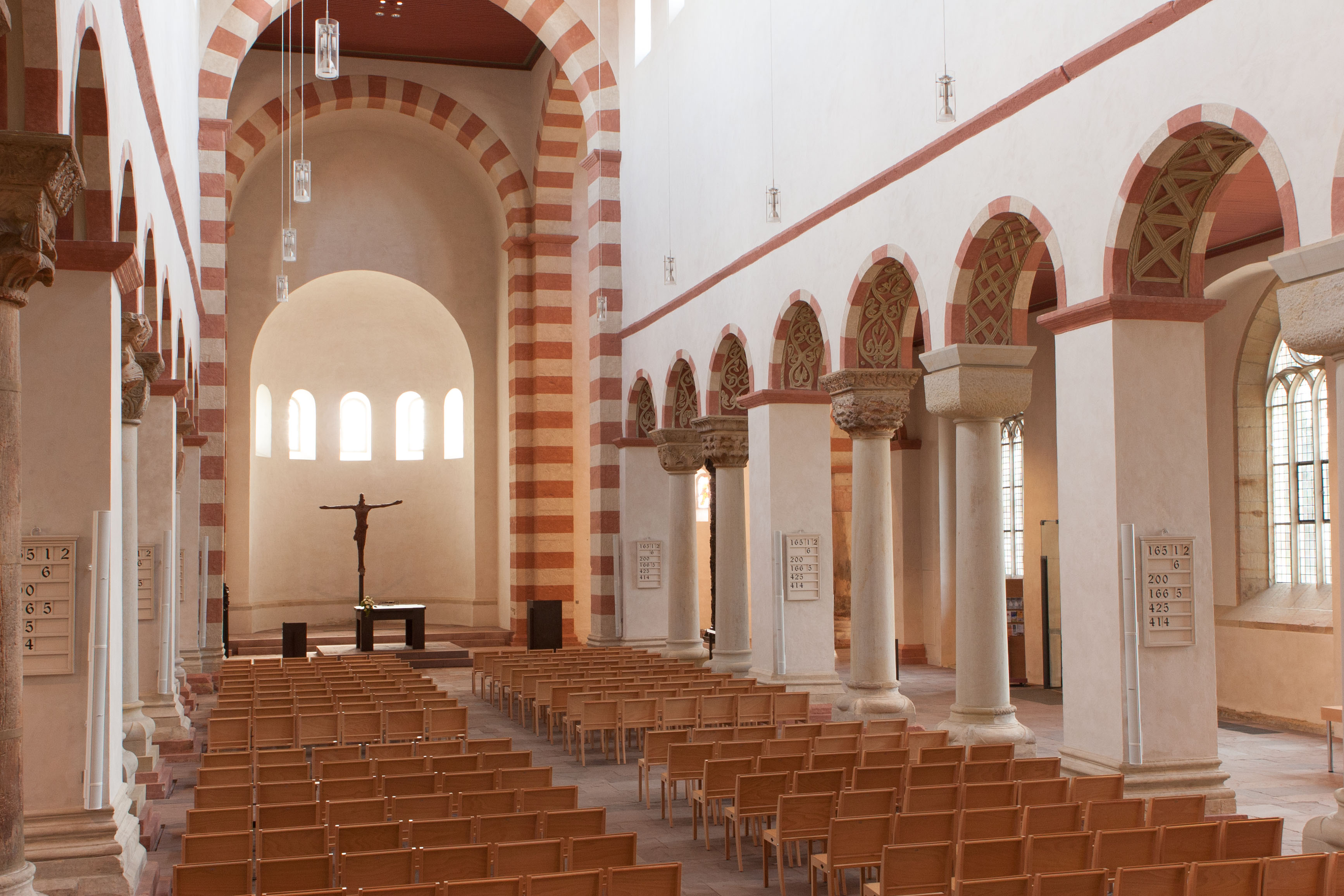
Hildesheim, la décoration polychrome

Dans les basiliques à croisée régulière, aux caractères connus : l'opposition des deux chœurs et la présence de deux transepts vient s'ajouter la liaison régulière du transept et du vaisseau longitudinal surmontée de tours et redoublée. Les proportions de l'édifice deviennent savantes grâce à la clarté des divisions et de ses articulations, la symétrie intérieure et extérieure créée par les tours et la décoration des claveaux des arcs en pierre polychrome.
L'église Saint-Michel de Hildesheim dont la pierre de fondation est de 1010 et la dernière consécration de 1033 en est le plus parfait exemple. Le parti général de la nef, le transept occidental, le plan du chœur élevé sur une crypte et entouré d'un déambulatoire semi-enterré restent inchangés. Cette forme de croisée de l'an mil prolonge les constructions carolingiennes et celles du Xe siècle. C'est le premier exemple de croisée carrée définissant avec clarté les volumes. L'accent donné par les tours-lanternes est l'apport capital de Saint-Michel de Hildesheim à la formation de la basilique romane.

Autour de l'an mil, le développement des églises à croisée régulière est le fruit de recherches similaires et parallèles de groupes dans des régions différentes.
Le premier de ces groupes est celui des églises du Rhin supérieur, de la Souabe et de la Suisse. Aux églises Sainte-Marie et Saint-Georges à Reichenau on peut joindre probablement l'abbaye de Saint-Gall et la cathédrale de Cologne d'où dérive le groupe de Einsiedeln avec Muri et Schaffhouse-sur-Zorn.

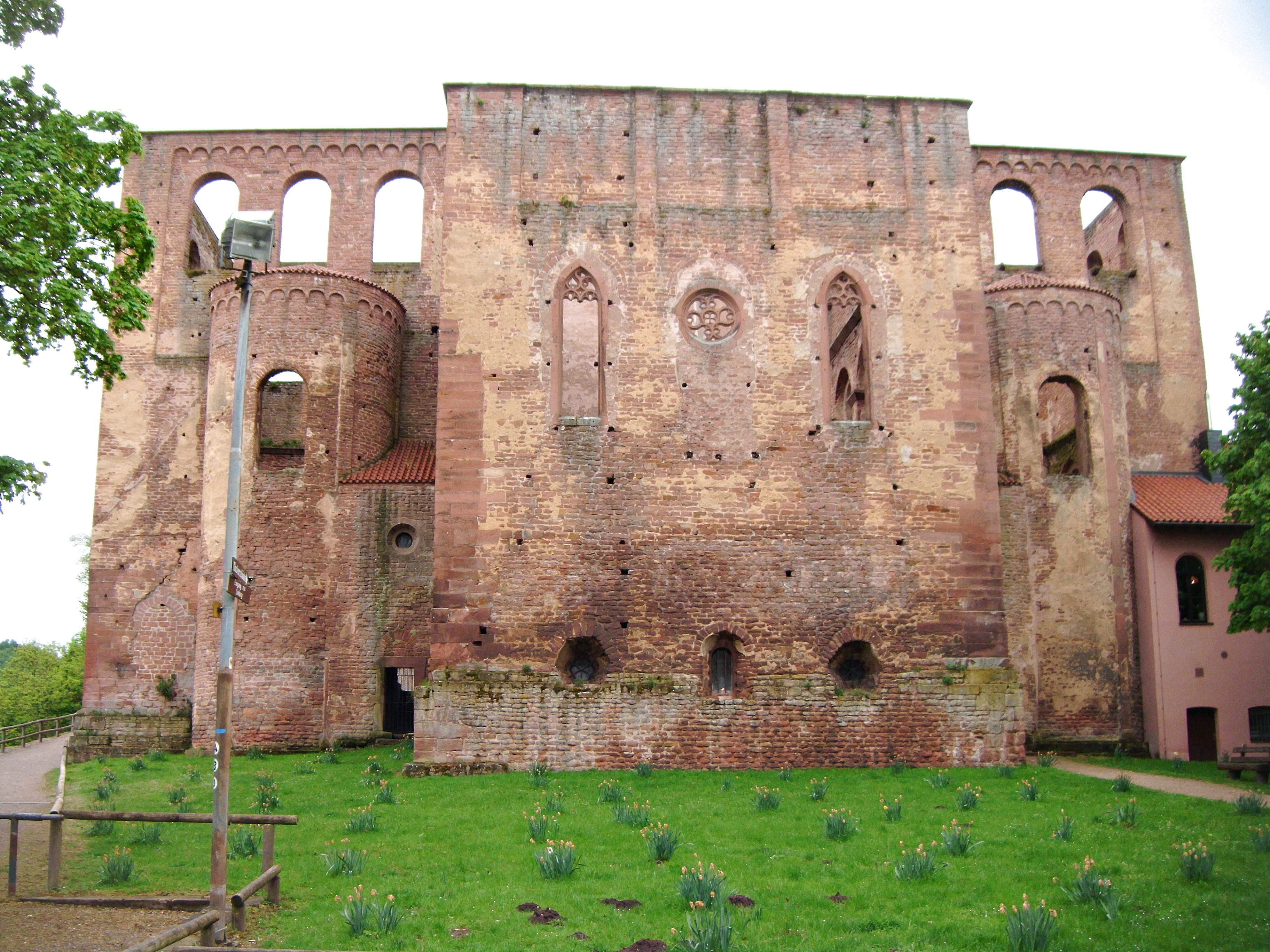
Chevet Est de Limbourg

En Basse-Saxe, l'église de Walbeck n'a aucun point commun avec celle de Hildesheim. La cathédrale de Mersebourg commencée en 1015 et consacrée en 1021 est le type habituel de l'église saxonne qui se perpétue tout au long du XIe siècle sans se renouveler puis au XIIe siècle comme une survivance anachronique. Cette région est la plus passive d'Allemagne et prolonge l'art ottonien pendant la période romane.

Entre le Rhin moyen et la Meuse supérieure, un troisième groupe de monuments apparaît autour des années proches de l'an mil avec peu d'unité peut-être à cause de l'esprit de recherche qui semble animer les constructeurs de ces régions et où semble apparaître des formes qui seront adoptées pendant le Moyen Âge. La cathédrale de Metz et celle de Verdun qui dépendaient de la province ecclésiastique de Trèves possèdent le même parti avec les piles de la nef uniformément quadrangulaires, les hautes arcades d'encadrement dans le transept occidental sont vraisemblablement inspirées par celles de l'abbaye de Limbourg-sur-le- Hardt. Limburg est fondée en 1025 par Conrad II et consacrée en 1042 puis abandonnée en 1504 à la suite d'un incendie. Elle imagine l'ère romane et on peut y voir des influences du chantier de la cathédrale de Strasbourg et de Mersebourg. Elle est liée à la cathédrale de Spire fondée aussi par Conrad II. Ces églises appartiennent à la fin de l'époque ottonienne sous la dynastie franconienne.
Quelques édifices en Alsace et en Lorraine peuvent être rattachés à ce type d'architecture comme Surbourg qui subsiste presqu'intacte mais elle est de la fin du XIe siècle.

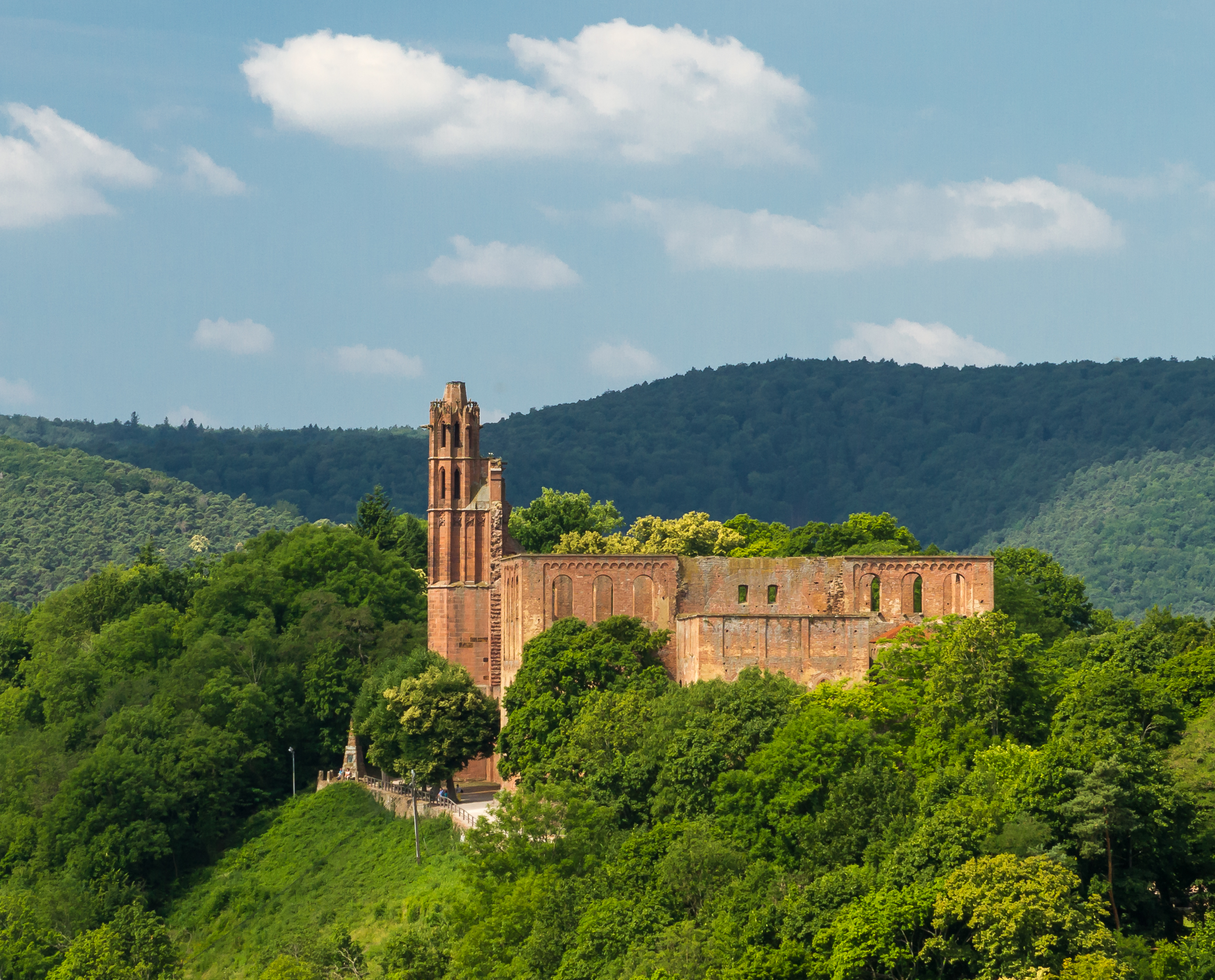
Abbatiale de Limbourg
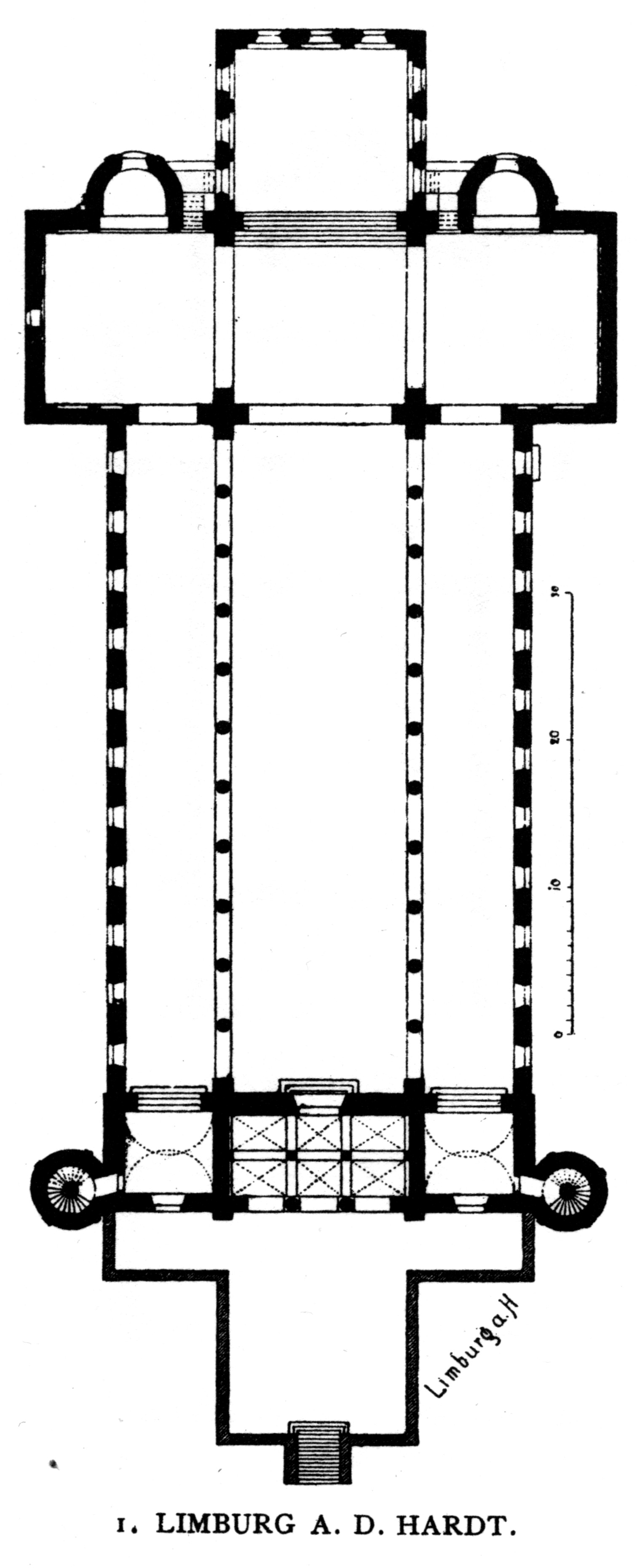
Plan de Limbourg
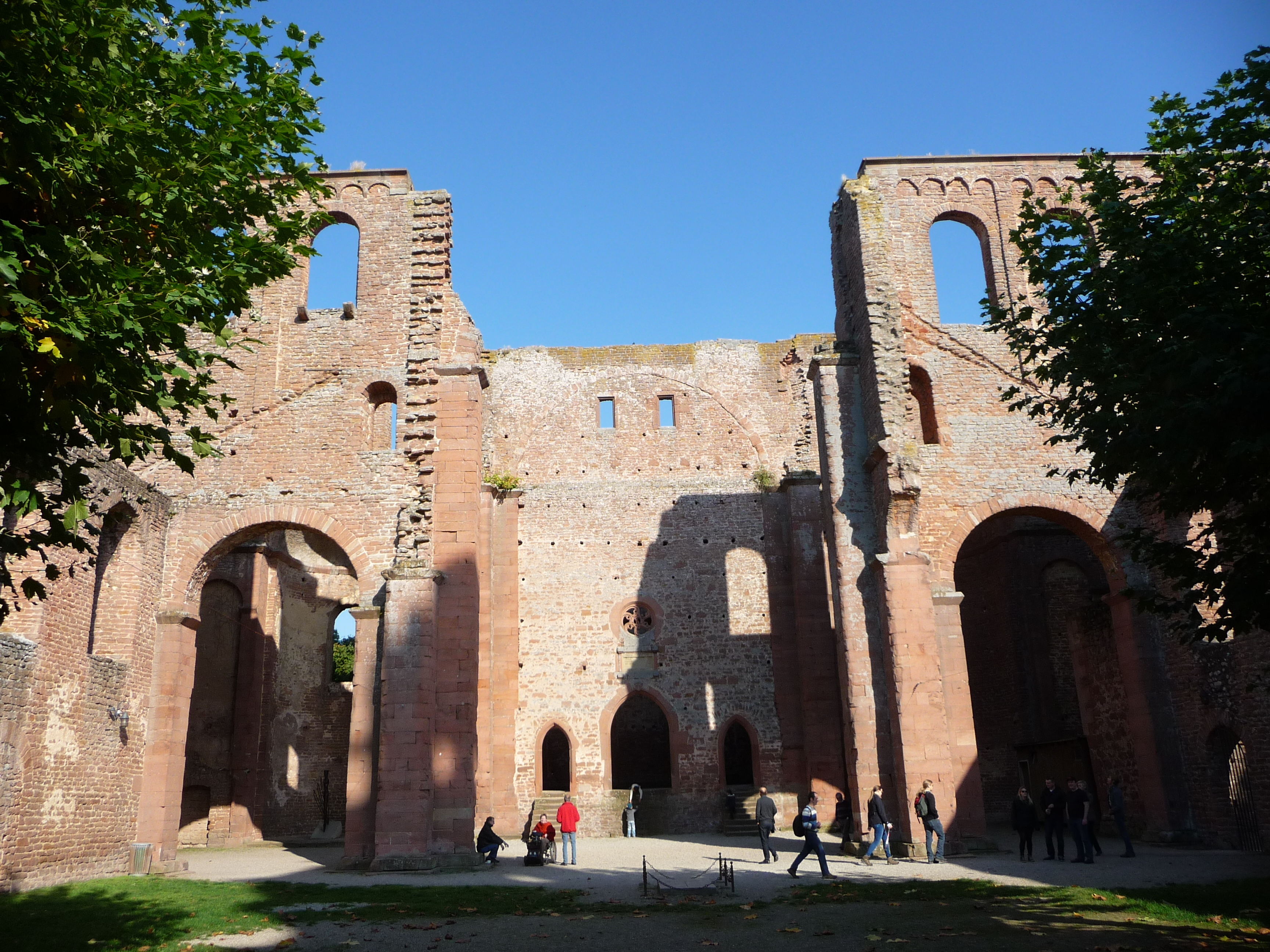
Chœur de Limburg

Dans le diocèse d'Utrecht apparaît vers 1030 un petit groupe d'églises lié à l'évêque Bernulf avec celle de Saint-Pierre d'Utrecht encore conservée, l'abbatiale de Saint-Liébuin de Deventer et l'église d'Emmerich am Rhein dont le chœur subsiste jusqu'en 1944-45. Le trait qui unit ces bâtiments est la forme du chœur qui s'ouvre sur le transept à croisée carrée avec un sanctuaire long, à empâtement extérieur polygonal, bâti sur une crypte située presque de plain-pied. Cette composition ressemble au chœur occidental de Hildesheim.

Les églises de la région de Cologne sont toutes tardives comme Saint-Georges de Cologne consacrée en 1075 et elles semblent avoir cristallisé les nouveautés.
Dans ce groupe, l'abbatiale Saint-Sauveur de Susteren est bien conservée et on peut y voir l'influence de la Essen, les mêmes dispositions se retrouvant aussi à l'église de Zyfflich.
La mode des plans tréflés de église Sainte-Marie-du-Capitole à moitié détruite en 1944-1945 et son imitation de Sainte-Marie de Brauviller va se poursuivre pendant tout le XIIIe siècle. Saint-Georges et église Sainte-Marie-du-Capitole fixent le style de l'art roman colonais.

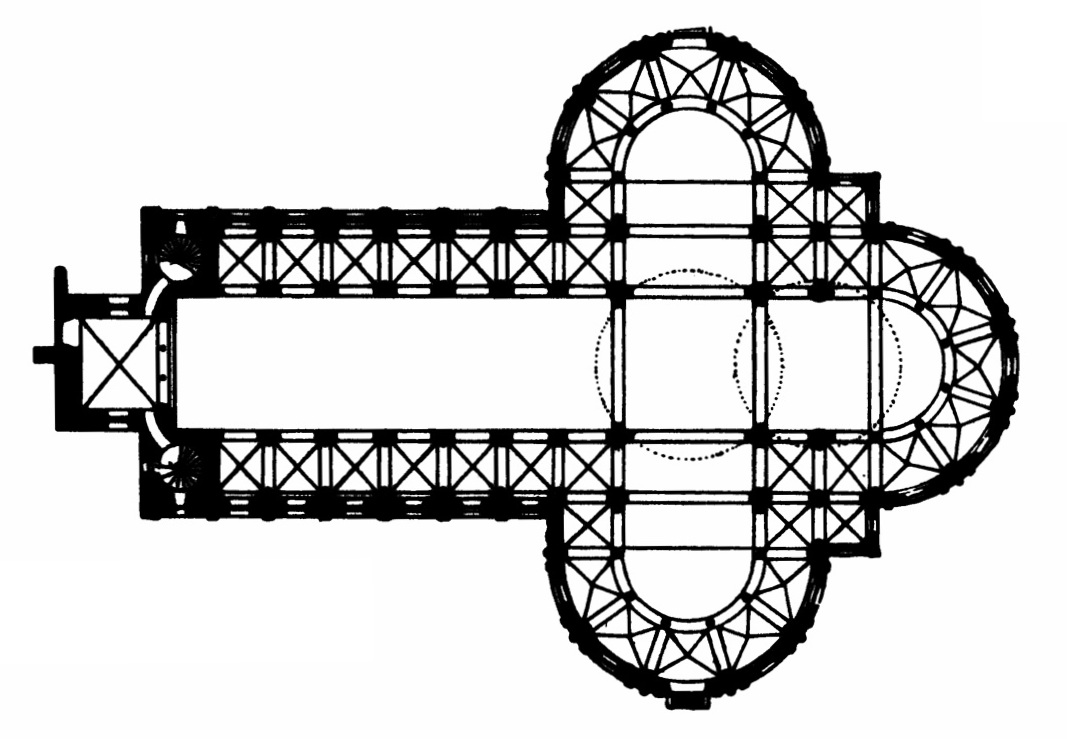
Plan trefflé de l'église Sainte-Marie-du-Capitole
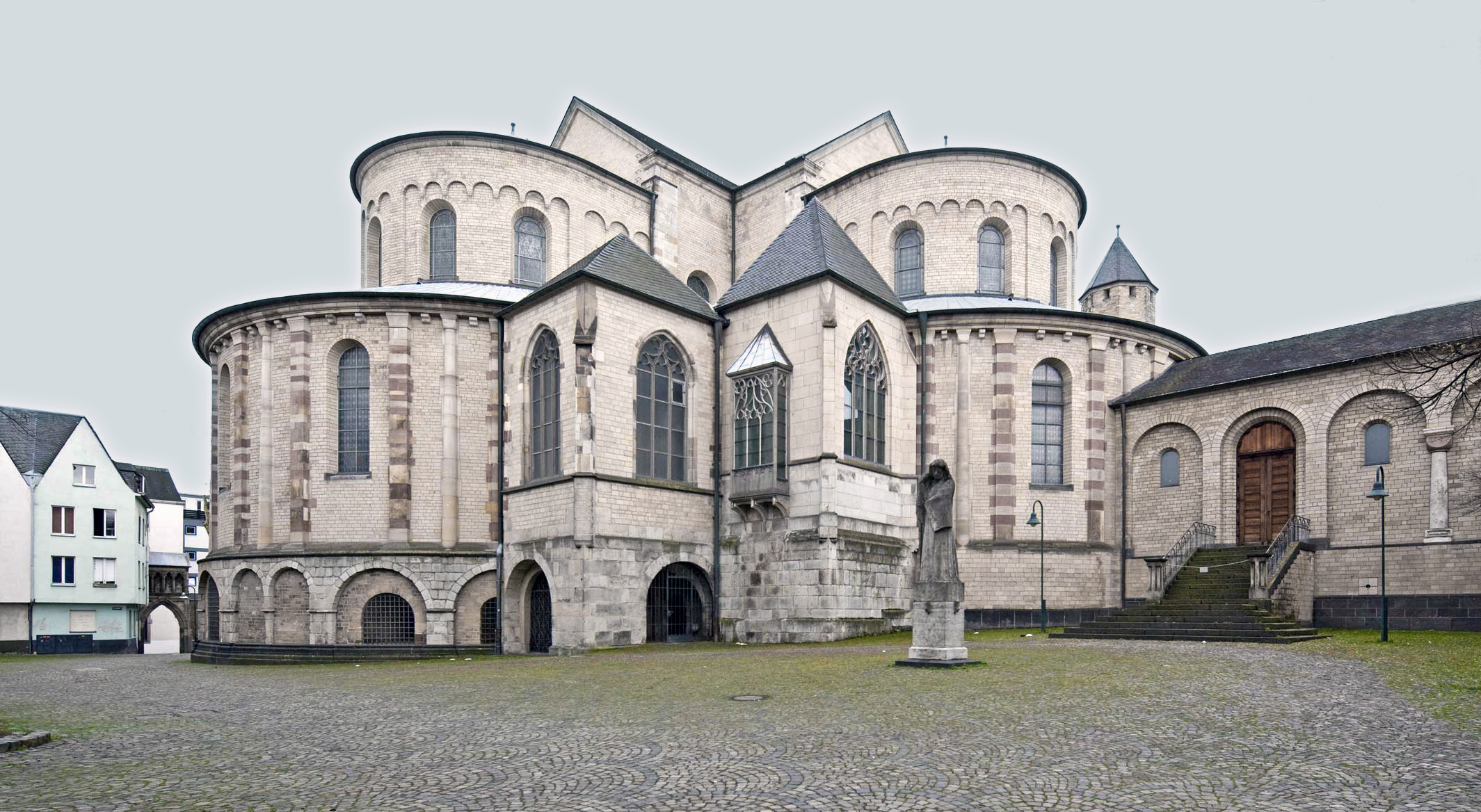
Le chœur de l'église Sainte-Marie-du-Capitole à Cologne

L'église à croisée régulière reste dans l'Empire mis à part Cologne et Spire est une église charpentée. Les parties les plus modernes et les plus romans dans leurs plans et la division des espaces intérieurs reste dans la tradition et les habitudes de l'église non voutée. Cet art de l'Empire refuse de participer à une aventure au bout de laquelle il y a l'art gothique que l'on trouve au même moment dans d'autres contrées de l'Occident.

### Les basiliques sans transept

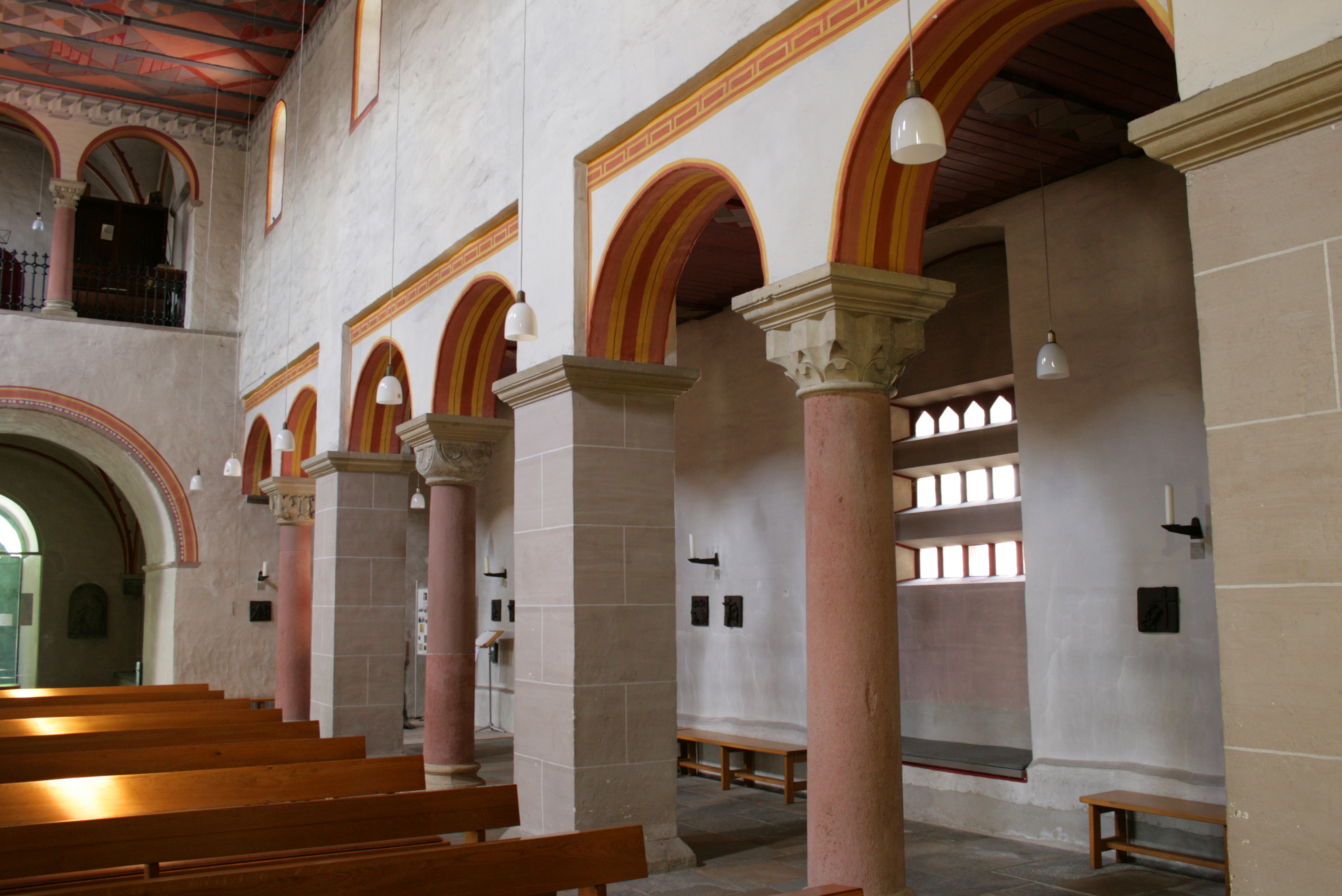
Église Saint-Lucius d'Essen-Werden

Si dans l'art septentrional, l'évolution depuis l'époque carolingienne semble s'ordonner autour du type basilical cruciforme, il existe dans l'art ottonien un certain nombre d'églises sans transept.
Dans les régions alpines de la Suisse et en Allemagne méridionale, les constructions dépendent du premier art roman méridional et ont des influences lombardes. Le contact de l'architecture ottonienne apporte à certaines des modifications mais quelques édifices ne dépendent en aucune manière de l'art méridional.
L'église Saint-Maurice d'Amsoldingen est la plus complète et la mieux conservée. Sa filiation lombarde est manifeste. L'église Saint-Maurice d'Aime en Savoie est datée des environs de 1020. La petite église de Spiez est une réduction d'Amsoldingen et celle de Saint-Martin de Wimmis a exactement le même plan que Spiez. Ces églises appartiennent intégralement au premier art roman.
À l'époque ottonienne deux édifices sans transept sont très importants, l'église Saint-Lucius d'Essen-Werden et l'abbatiale de Helmstedt plus récente et inspirée par Werden. Werden a un rôle de premier plan dans la définition du style décoratif ottonien.
La forme basilicale sans transept est en Allemagne ottonienne une forme typique secondaire.

### Les partis non basilicaux
Dans l'architecture ottonienne, les partis non-basilicaux sont fréquents. Sur plan central ils sont cruciformes, ronds, ovales ou polygonaux, à rotondes à niches, à collatéral, octogonaux avec déambulatoires et tribunes... La forme la plus simple est l'église-boite à salle unique avec des variantes, chœur rectangulaire peu profond ou une simple abside et différentes positions de la tour. Certaines églises offrent à la rencontre de quatre bras un espace plus élevé, coupole ou tour charpentée ce qui leur donne un caractère d'édifice centré.
La tour occidentale de la cathédrale d'Essen est une adaptation ottonienne de la chapelle palatine d'Aix-la-Chapelle, révolutionnaire tant l'action de cette œuvre a été grande sur le destin de l'architecture germanique. Les imitations et le développement de ce symbole impérial contribuent puissamment à l'évolution de l'architecture ottonienne mais la variété des types d'églises à parti non-basilical montre que l'architecture ottonienne ne prend pas uniquement ses sources à l'époque de Charlemagne mais bénéficie d'apports orientaux ou méridionaux.
La diminution puis l'élimination de ce type de construction est liée aux évolutions liturgiques, à la réunion des groupes épiscopaux et abbatiaux dans le même édifice, la fusion du martyrium et son installation dans des cryptes, l'augmentation du nombre d'autels dans des chapelles rayonnantes ou orientées et le développement des circulations intérieures pour les processions.

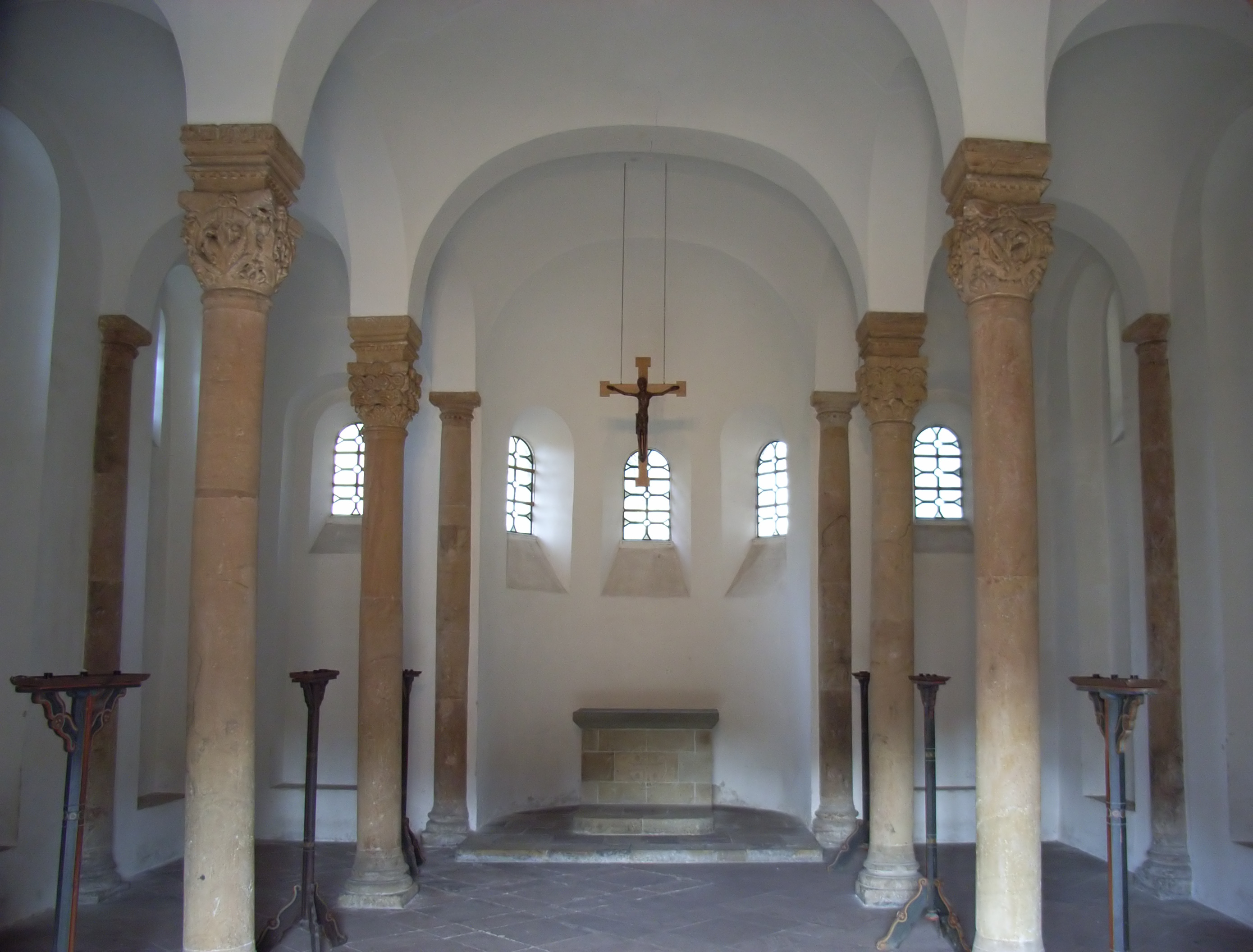
Chapelle Saint-Barthélemy de Paderborn
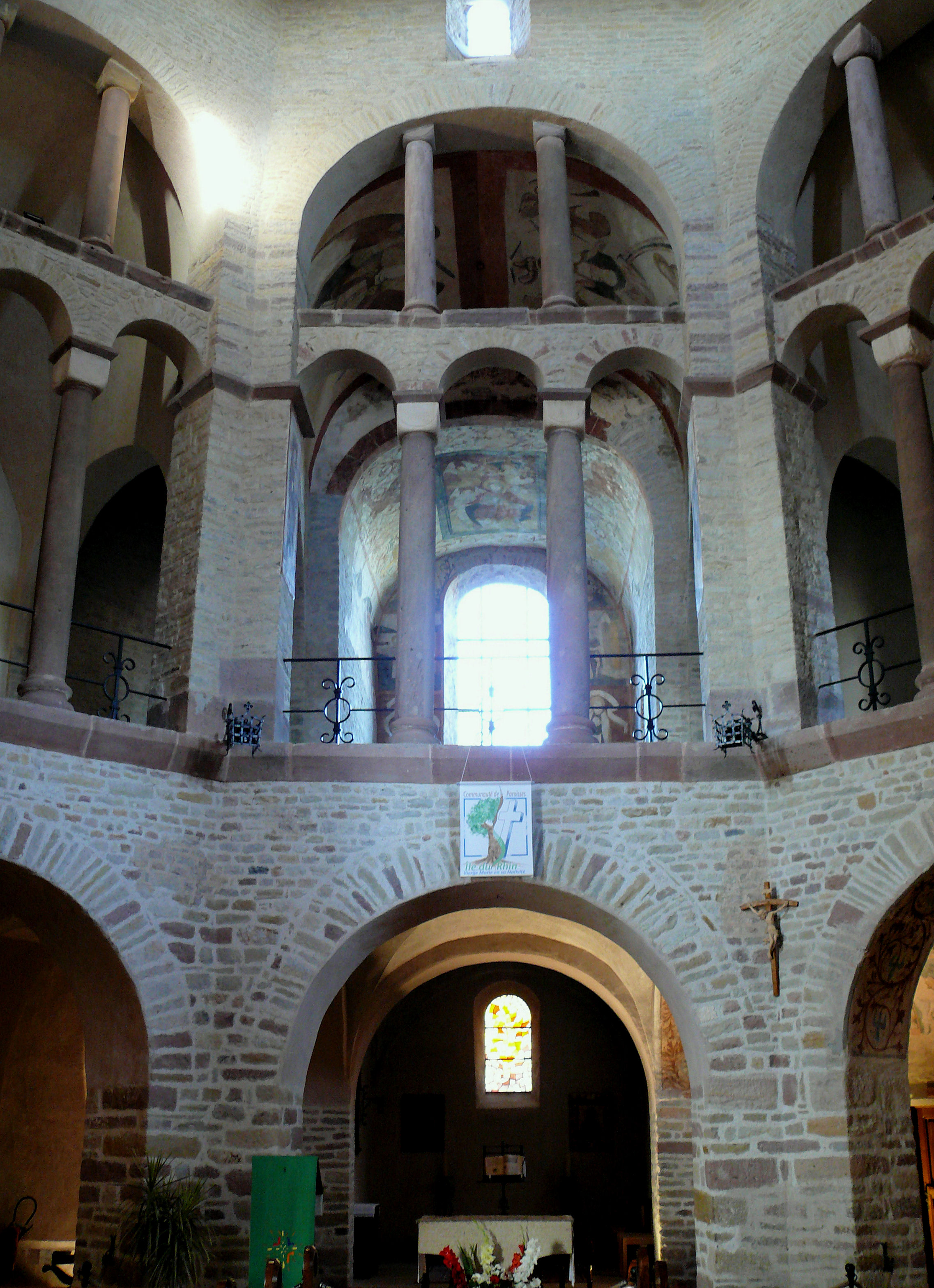
Ottmarsheim
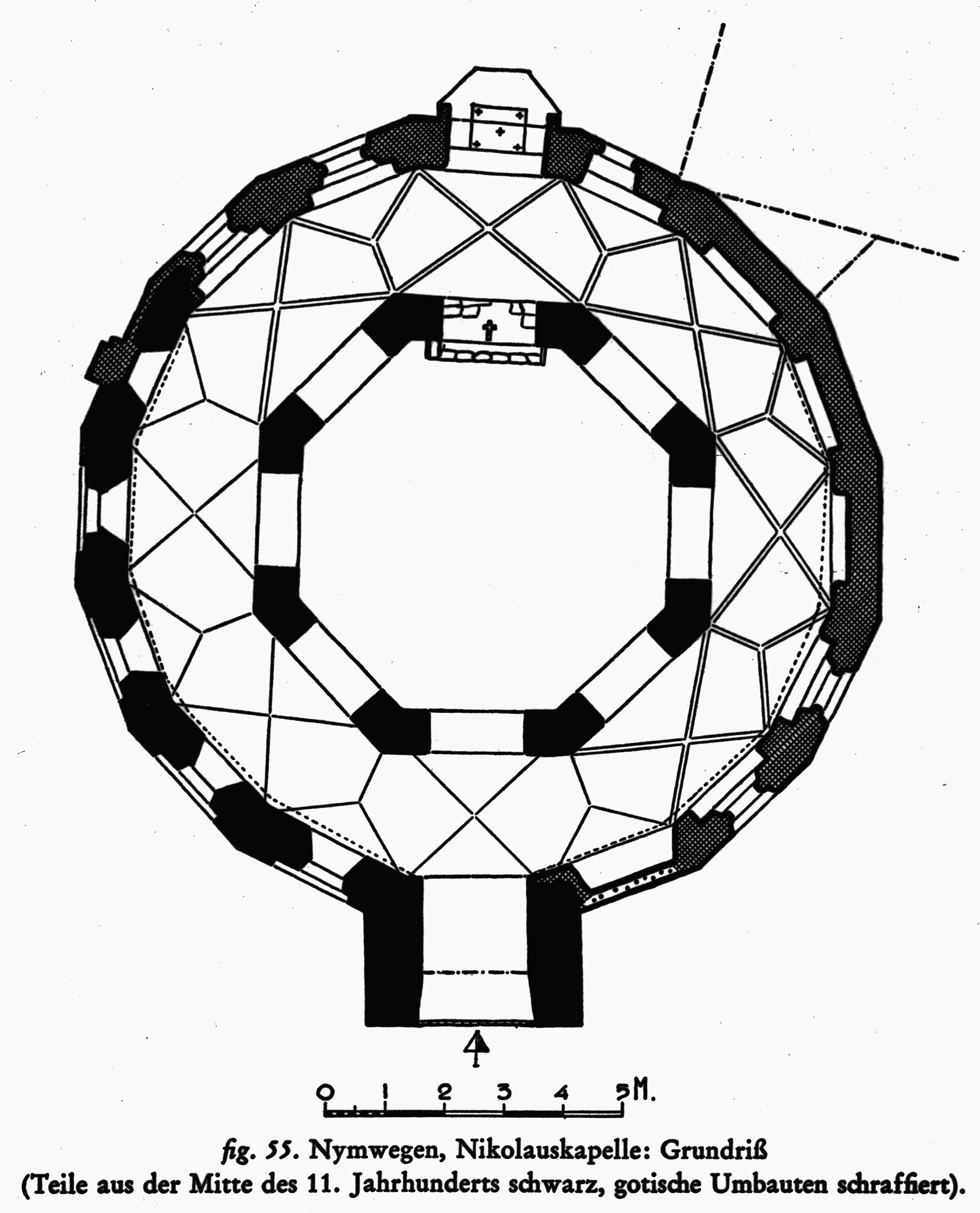
Plan de la chapelle de Nimègue
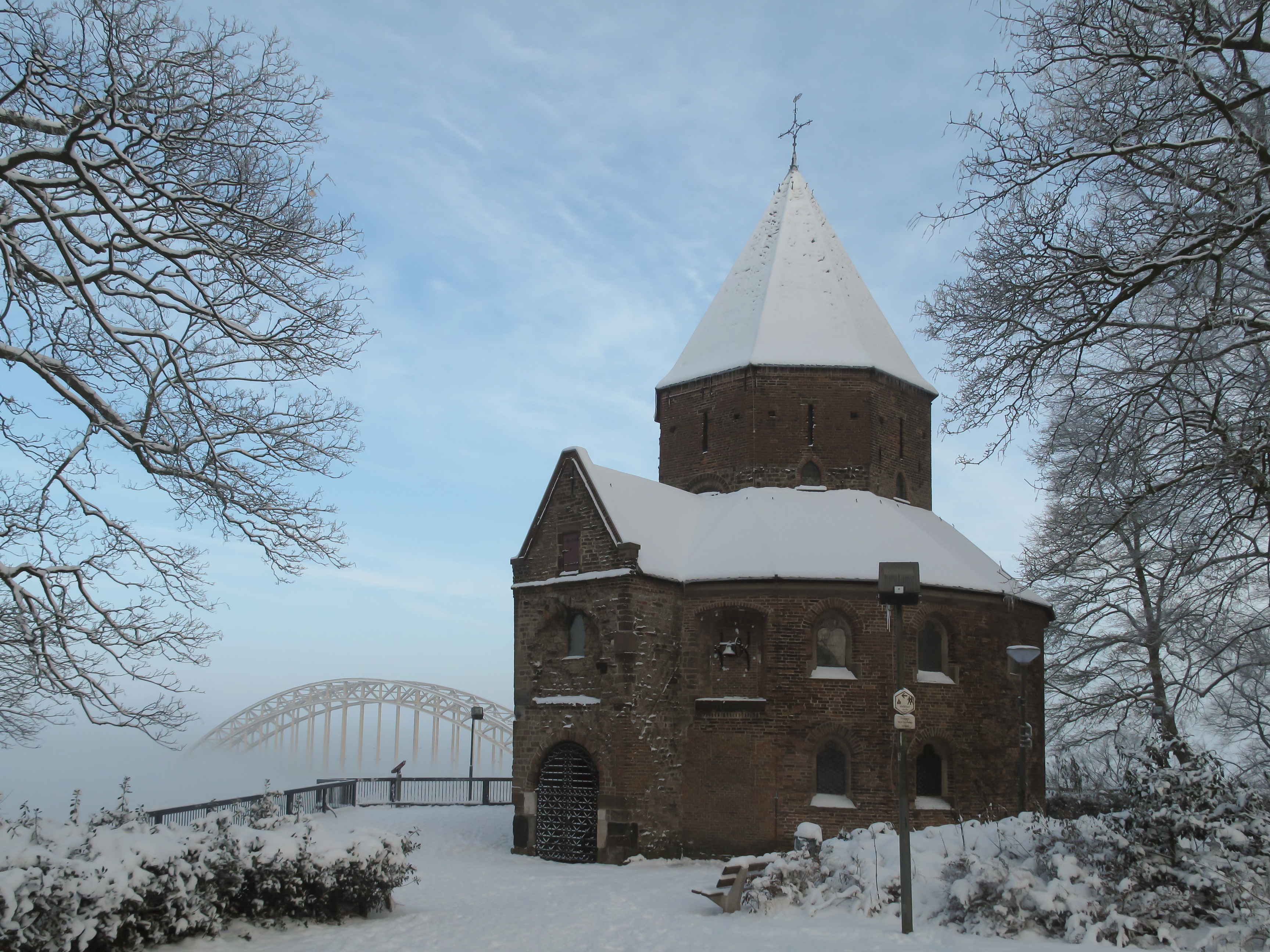
La chapelle, de Valkhofkapel de Nimègue.

## Analyse des éléments constitutifs

### La nef
Dans la composition spatiale de la nef, l'architecture ottonienne ignore la travée. Les murailles des églises autour de l'an mil sont inarticulées et les grandes arcades découpées à l'emporte-pièce dans des parois unies. Elles peuvent être groupées avec une certaine variété grâce aux supports alternés mais souvent les tribunes au-dessus des arcades n'en reprennent pas le rythme.
Ce refus de la travée entraine une grande variété de supports. Les supports cruciformes n'apparaissent qu'à la jonction des arcs de la croisée du transept ou à la retombée des arcs diaphragmes qui partagent en deux la longueur de la nef comme à la collégiale Sainte-Gertrude de Nivelles.
Dans les formes habituelles des élévations ottoniennes, le parti à files de colonnes est historiquement d'une importance incontestable mais on trouve aussi des files de piles quadrangulaires.
L'alternance des supports de la nef peut être décrite par l'exemple de l'église Saint-Michel de Hildesheim où une série de l'époque de l’évêque Bernward subsiste. Entre deux piles carrées s'installent deux colonnes à chapiteaux cubiques lisses. L'église Saint-Cyriaque de Gernrode offre vers 965 cette même succession de supports. Les tribunes et les baies reprennent souvent cette même alternance. On peut y voir une influence byzantine.

### La tribune
La tribune ottonienne n'est qu'un espace intérieur nécessaire à l'assistance mais elle ne participe pas à la stabilité du bâtiment qui est assuré par l'assise de ses murs. C'est un élément formel traité de différentes manières avec toute une série d'ouvertures vers la nef.
La tribune de nef fréquente en France est rare dans l'Empire ottonien. Le seul groupe saxon est soumis à son influence avec Église Saint-Cyriaque de GernrodeGernrod où tous les éléments d'origine existent, Sainte-Marie de Münzenberg, Quedlinbourg et Saint-Croix de Hildesheim.
Les extraordinaires tribunes des croisillons de Saint-Michel de Hildesheim ont certainement bénéficié d'influences récentes byzantines. Elles servaient aux chœurs mais comportaient aussi des autels comme pour des chapelles hautes.

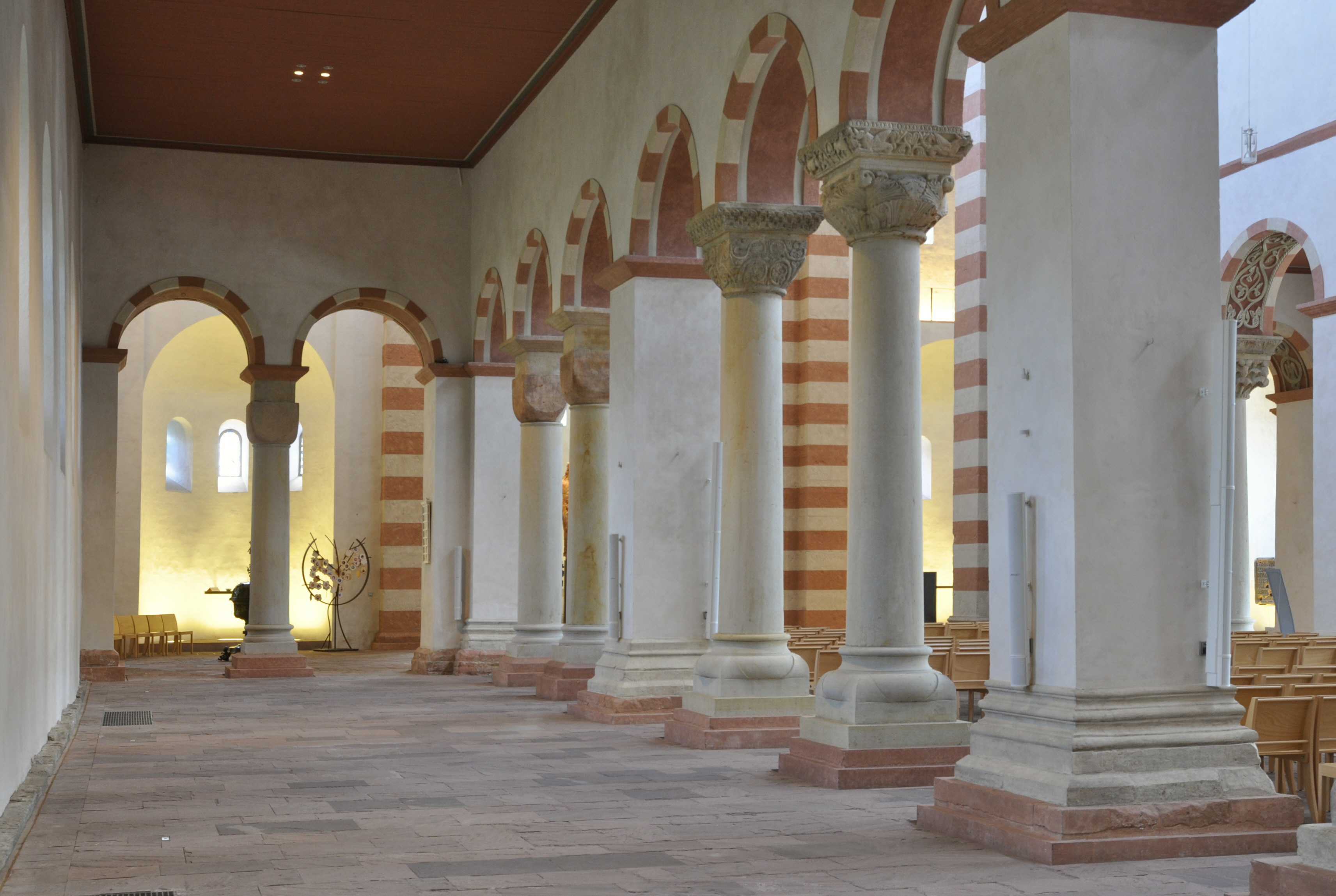
L'alternance des supports, chapiteaux cubiques lisses, Hildesheim
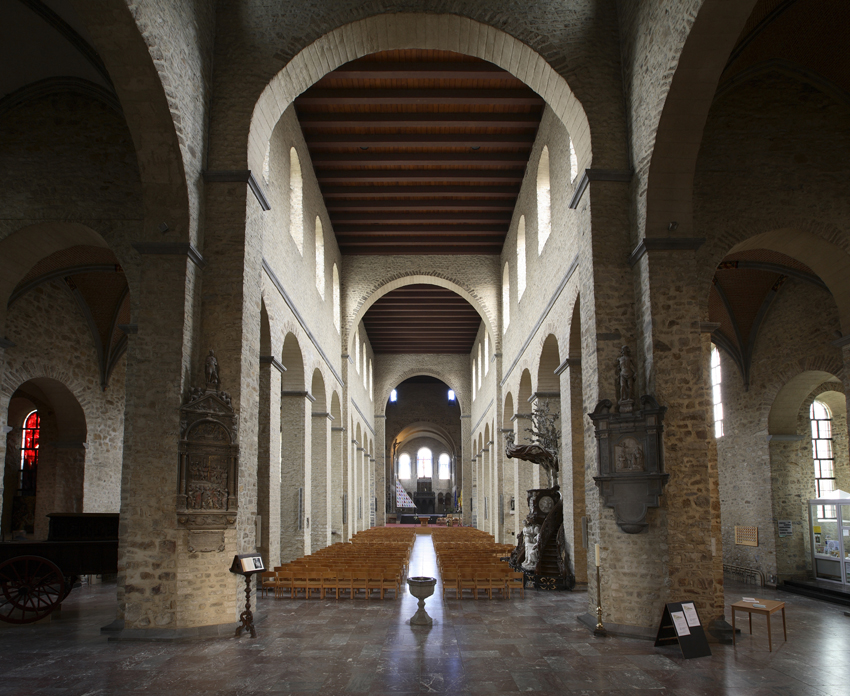
Arcs et piliers cruciformes, collégiale Sainte-Gertrude de Nivelles
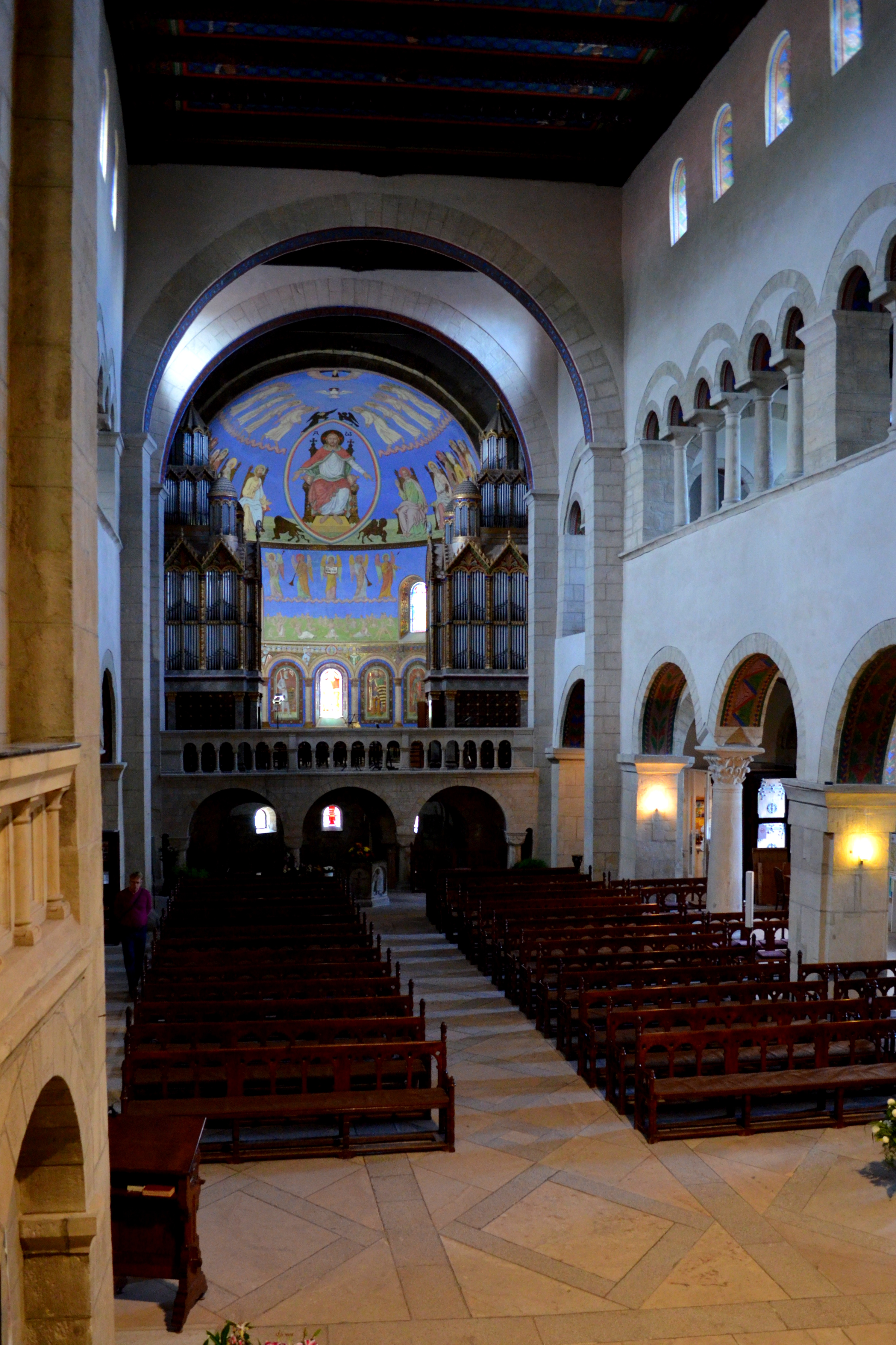
Tribune Gernrode
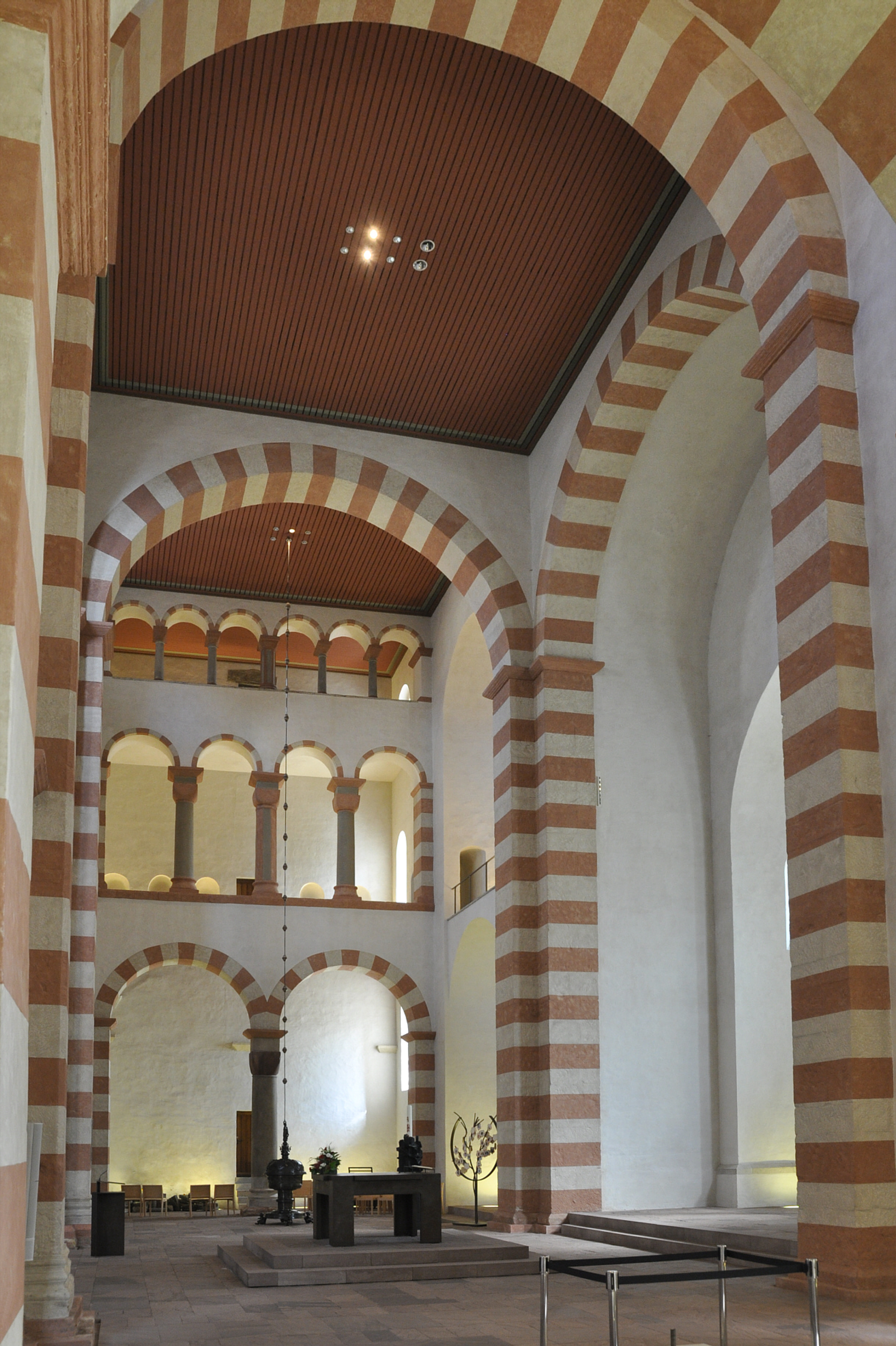
Tribune Hildesheim

### Le massif occidental

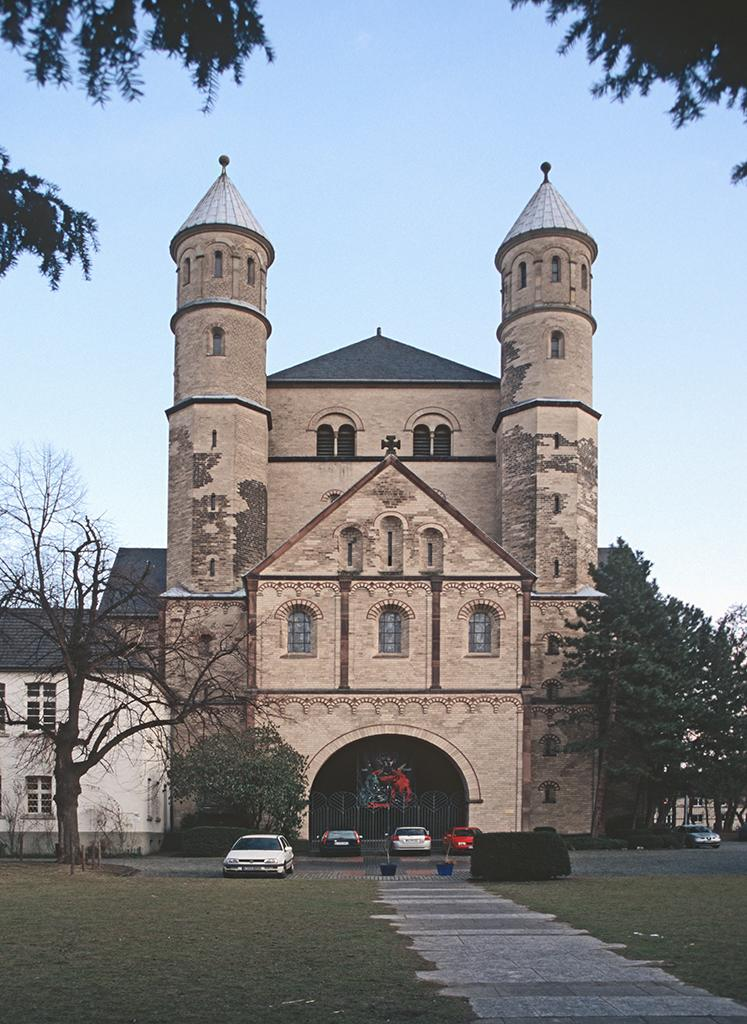
Église Saint-Pantaléon de Cologne

Le massif occidental ottonien a pour origine le westwerk carolingien à plan central qui est une plateforme élevée sur une crypte de plain-pied avec le sol de l'église et qui sert de passage vers l'Ouest. La plateforme contient un autel et sert de chapelle voire d'église paroissiale. Elle est entourée sur les trois côtés de tribunes destinées à l'assistance et est desservie par des escaliers incorporés dans la masse de l'édifice.
On trouve des massifs occidentaux ottoniens bâtis sans la crypte vers l'an mil à l'église Saint-Pantaléon de Cologne et Münsteresfel dans cette même région. Le massif de Saint-Pantaléon bien que fortement restauré demeure un chef-d'œuvre de l'architecture de l'an mil. L'étage des tribunes est conservé dans l'intégralité de ses maçonneries anciennes en pierres alternativement blanches et roses.
L'évolution passe par des massifs sans tribunes latérales, occupant toute la largeur de l'édifice ou réduits à une simple tribune. Le westwerk de la cathédrale d'Essen est une adaptation géniale qui combine les tribunes, la tour, l'idée d'une chapelle palatine et le contre-chœur.
La comparaison entre les tribunes de France et celles de l'Empire est instructive surtout entre la Normandie et l'Empire qui sont les deux pôles de l'architecture charpentée autour de l'an mil. Le porche de l'église Saint-Nicolas de Caen est conçu comme ceux de la cathédrale de Strasbourg et de l'abbatiale de Limbourg. La tribune de l'abbatiale de Jumièges avec sa façade à deux tours enserrant le porche en saillie évoque les tribunes de Hersfeld.

### Le chœur
Dans l'architecture ottonienne, le chœur et la crypte qui lui est liée se caractérisent par une simplicité de plan ou l'absence de plans nouveaux et par une remarquable variété d'élévation et d'étagement. Les concepteurs de l'Empire jouent sur l'échelonnement des niveaux et des communications ingénieuses entre les parties. Des cryptes hors-œuvre montrent la volonté de donner une valeur monumentale à ce qui pourrait être une annexe.
Dans la basilique importante à transept du type paléochrétien le sanctuaire est muni d'une abside unique avec un allongement par rapport à l'époque carolingienne. Un grand nombre possède des chapelles orientées qui restent écartées de l'axe de l'édifice ce qui est une caractéristique du chevet saxon.
Dans le diocèse d'Utrecht des chœurs triples sont surmontés de chapelles ou de salles ce qui crée un système complexe avec la crypte dont le niveau du sol est à peine plus bas que le chœur. Cela engendre une surélévation considérable du sanctuaire où quatre niveaux communiquent par des paliers et des escaliers.
Une autre forme de chœur étagé offre un sanctuaire flanqué à sa jonction avec le transept de deux tours portant des chapelles d'étages communiquant par des baies avec l'intérieur de l'église.

### La crypte

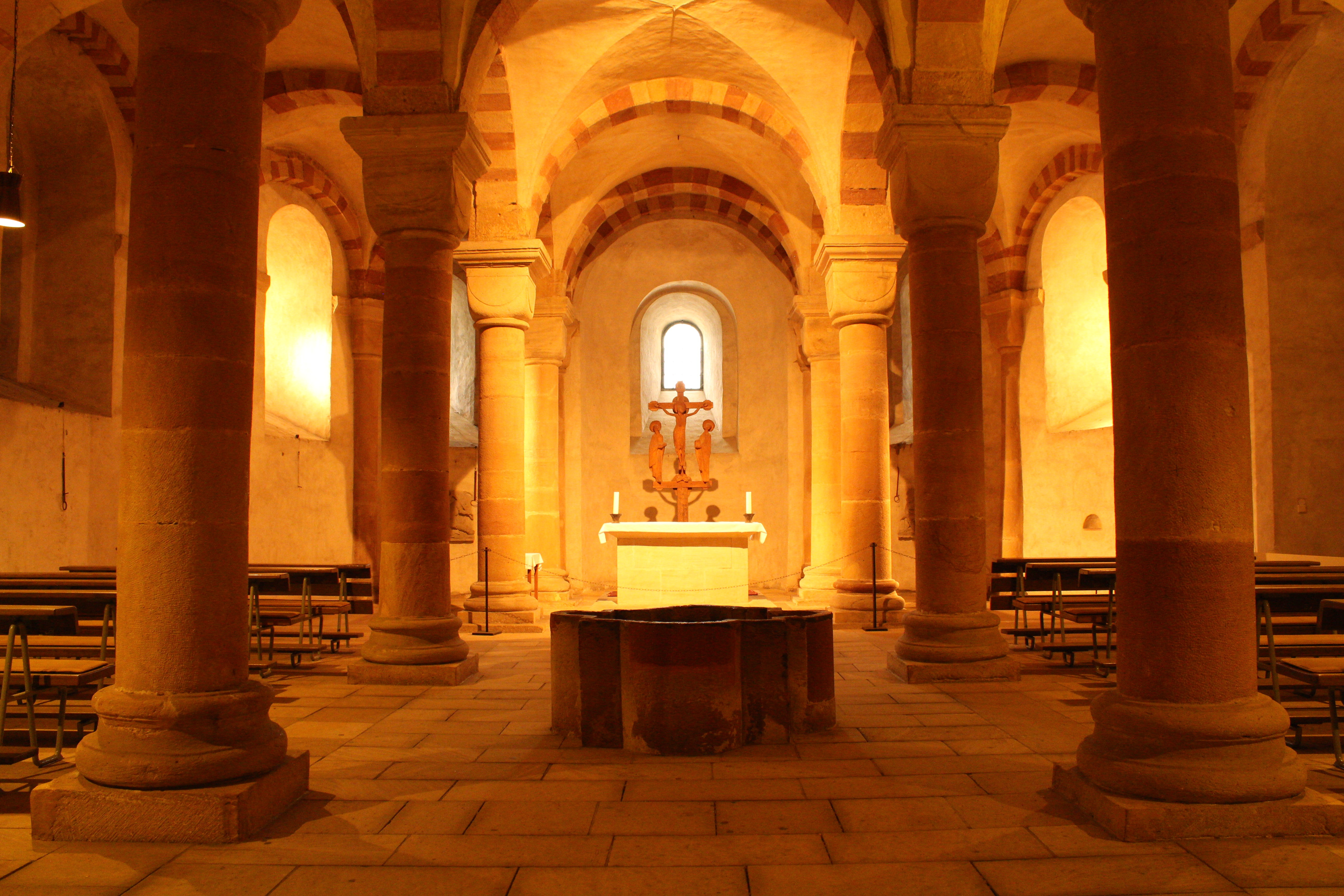
Crypte de la cathédrale de Spire, 1030-1040

Dans l'art ottonien les cryptes ont un grand intérêt dans la conformation des chœurs supérieurs mais aussi par des créations comme l'église souterraine de Spire ou la vaste et belle série des cryptes hors-œuvres bâties aux chevets. Dans les cryptes couloirs on trouve les cryptes annulaires destinées à desservir une confession à reliques et celles à couloirs coudés.
Les cryptes déambulatoires sont peu nombreuses dans l'architecture ottonienne et la plus célèbre est celle de Hildesheim qui est à peine enterrée avec le déambulatoire autour d'une crypte-halle importante.
Les cryptes impériales de Nivelles, Limbourg et Spire sont des œuvres grandioses. Celle de Spire occupe toute la place sous l'immense transept de la cathédrale et sous son chœur. Deux escaliers débouchant dans la nef forment les accès.

## Le décor

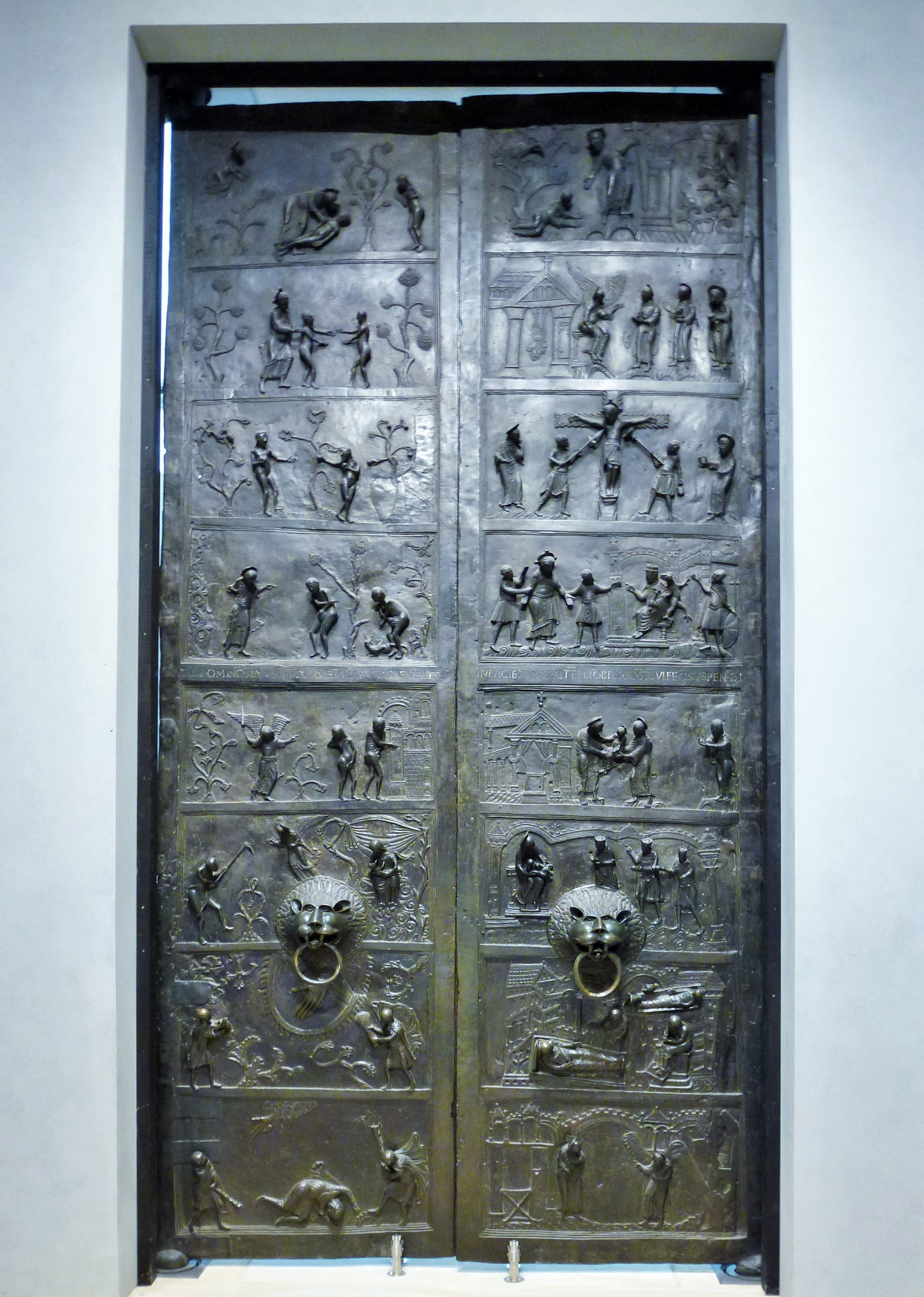
Portes de Bernward, cathédrale de Heidesheim

Dans les édifices ottoniens, le décor sculpté est peu développé et cela tient à la rigueur et à la pureté de la pensée architecturale et à une sorte d'abstraction géométrique. On peut constater l'abandon du chapiteau corinthien antique et carolingien et la création d'un chapiteau à forme géométrique adaptée à sa fonction. La forme cubique simplifiée est la plus fréquente même si on trouve à Gernrode et à Saint-Martin de Zyfflich des chapiteaux à masques et à atlantes et des chapiteaux à l'antique à Essen et dans la crypte de Werden.
La décoration polychrome des murs est accompagnée de fresques dont il reste quelques exemples à l'église Saint-Georges d'Oberzell à Reichenau. Malgré les dégradations multiples, les grands panneaux conservés donnent encore une idée précise de ces compositions monumentales à nombreux personnages. Des deux côtés de la nef, ce sont des scènes de la vie du Christ que l'on retrouve dans les enluminures de Richenau avec les mêmes formules picturales, les mêmes types iconographiques et la remarquable qualité artistique.
À la cathédrale de Hildesheim, l'évêque Bernward fait faire une porte de bronze confrontant la Création et le péché originel à l'histoire de l'Incarnation et de la Rédemption, et une colonne de bronze, sorte de monument triomphal au Christ.

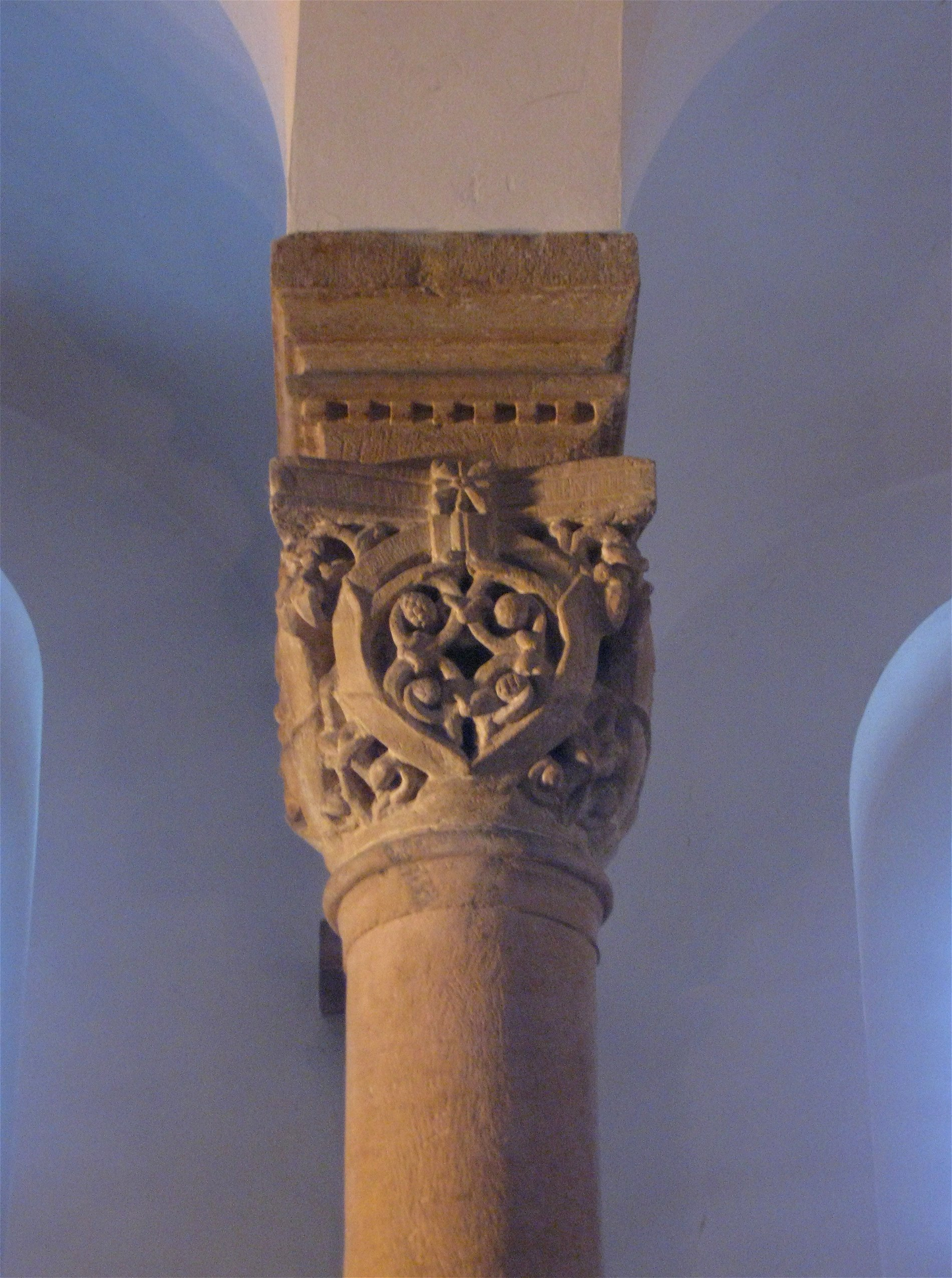
Paderborn
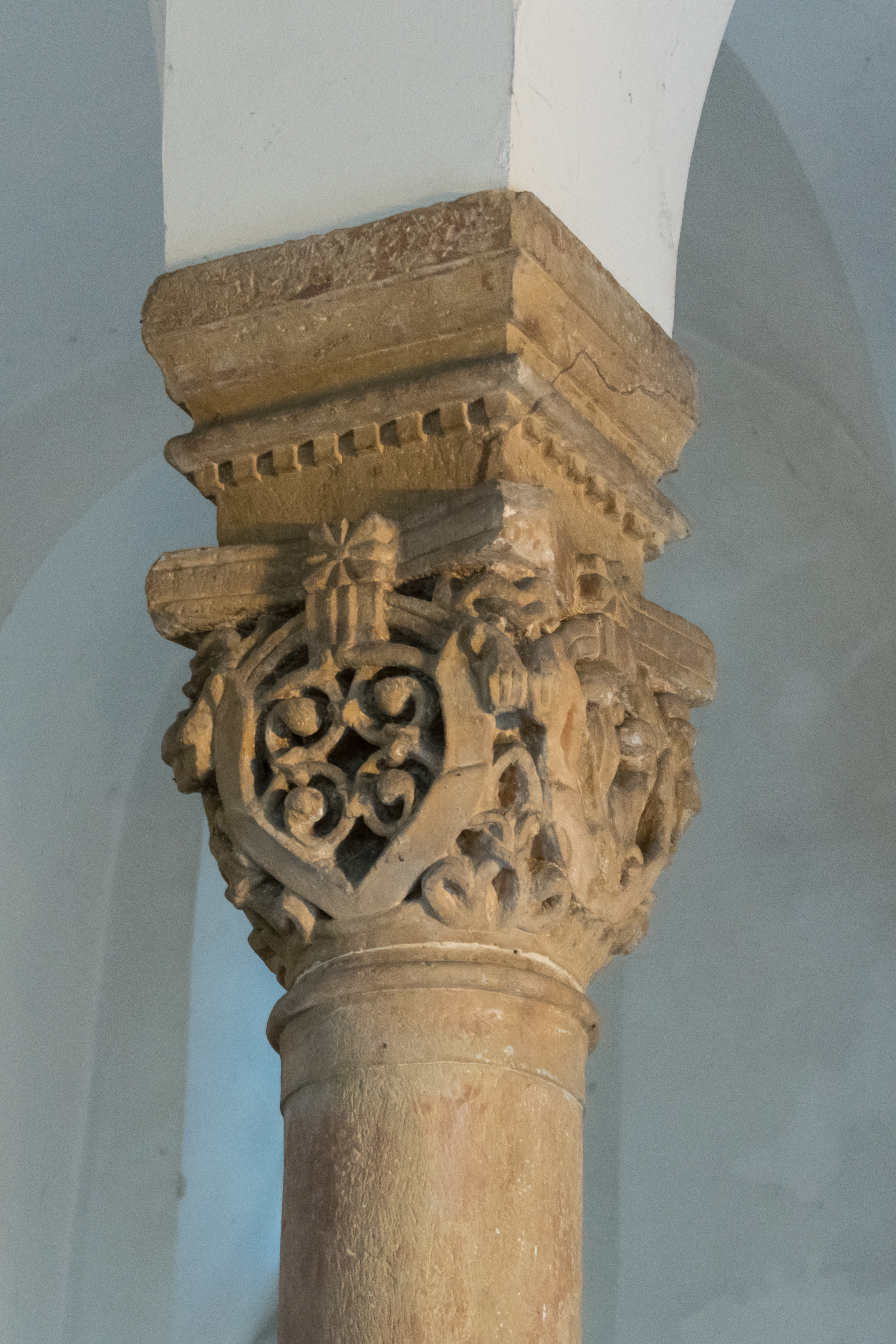
Paderborn
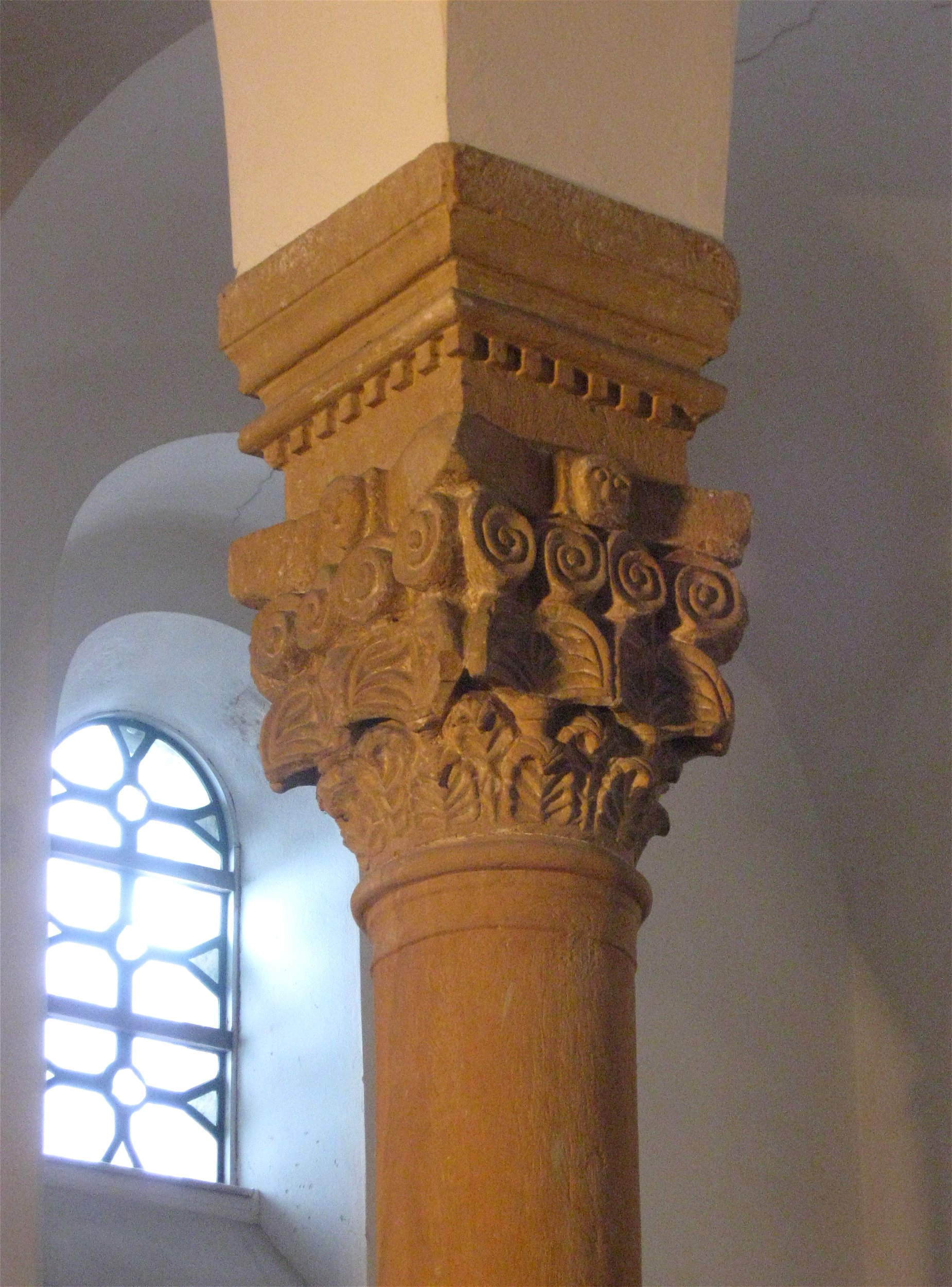
Paderborn, 1017
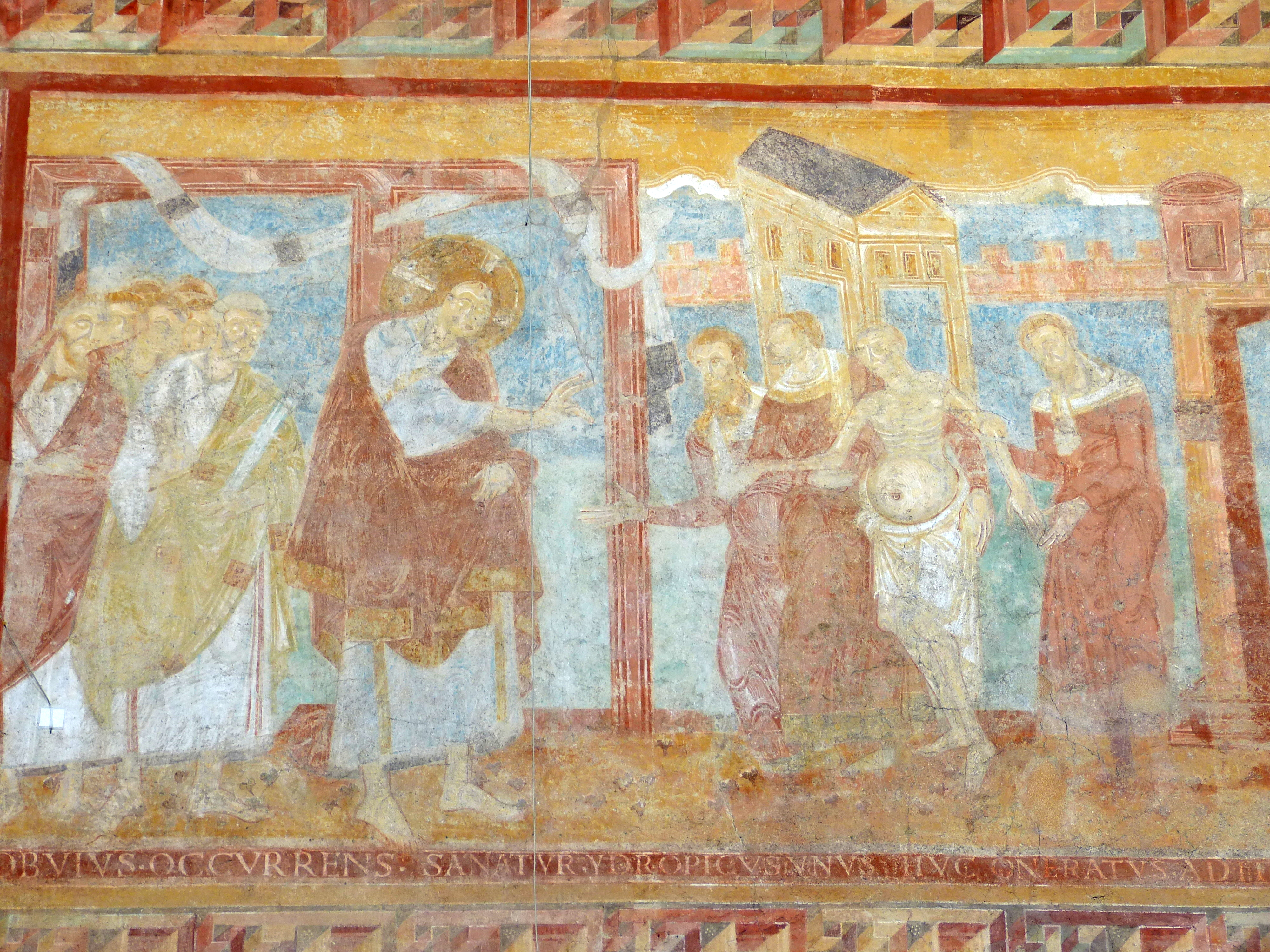
Église Saint-Georges d'Oberzell à Reichenau, fresques fin du Xe siècle

## L'organisation des volumes

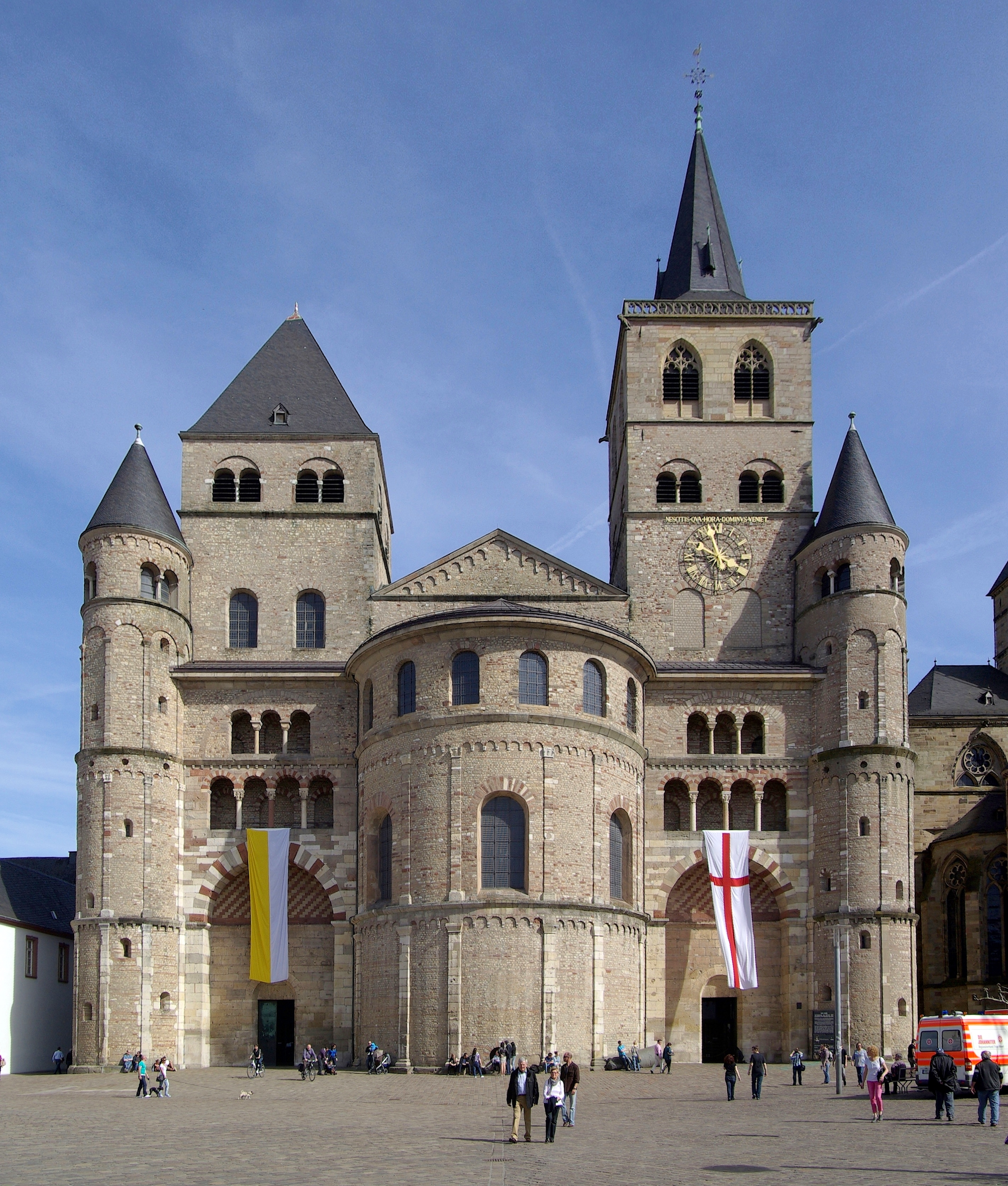
Façade de la cathédrale de Trèves

La composition des masses extérieures dans l'architecture ottonienne charpentée est conçue avec une liberté d'expression, une ampleur des dimensions seulement limitées par les moyens matériels du chantier et la portée maximale des poutres dont on dispose.
Il est donc normal de construire des églises très hautes, solidement fondées et avec peu d'efforts horizontaux. Nivelles a une hauteur de 18 m, l'abbatiale de Limbourg : 20 m et Trèves avant la construction de la voûte : 30 m. Ces édifices sont aussi très larges, Mayence : 14 m, Strasbourg : 14,50 m et Trèves plus de 16 m. Le développement des collatéraux accentue encore l'impression de largeur des églises.
Les volumes intérieurs sont souvent immenses, limités par des murs plats et des plafonds, assemblés plutôt par juxtaposition de cubes ou de parallélépipèdes droits que par des pénétrations complexes.
C'est dans la composition des volumes extérieurs que se révèle la plus complète, la plus variée et la plus riche invention monumentale autour de l'an mil. La tour d'axe de la construction ottonienne peut être bâtie sur la croisée du transept ou sur le massif occidental mais encore sur le chœur principal à l'extrémité Est de l'église. Le type de massif occidental à tour centrale est peu employé dans la période ottonienne et on peut mettre dans cette catégorie le massif de l'église Saint-Pantaléon de Cologne.
Tout se passe dans l'architecture ottonienne comme si on cherchait à accentuer les masses des édifices non par le milieu avec une tour sur la croisée mais par les extrémités. La façade de la cathédrale de Trèves en est une des plus typiques compositions de masses. Les deux tours massives, carrées, plantées sur un énorme soubassement sont accompagnées vers l'extérieur de la façade de deux tourelles rondes. C'est la démonstration de l'organisation de l'espace qui n'est pas une juxtaposition des éléments mais la volonté que chaque partie soit perçue indépendamment dans un complexe réunissant de manière distincte, les tours, les tourettes, l'abside et les portes d'entrée sans sacrifier aucune des fonctions liturgiques ni aucune nouveauté comme la façade harmonique, les circulations aisées vers l'église et les parties hautes de l'édifice.
Cet art ottonien a joué un rôle considérable dans la composition des masses au moyen de tours. Les compositions bicéphales à Spire et Mayence ont persisté en Allemagne jusqu'au milieu du XIIIe siècle comme à Naumbourg ou à la cathédrale gothique de Magdebourg.
Les inventions ottoniennes ont eu un retentissement beaucoup plus vaste que l'Empire et en particulier dans tout le Nord de l'Europe à l'époque romane et au moment de la fondation de l'art gothique. La façade de l'église Notre-Dame de l'abbaye de Jumièges en Normandie est si proche des façades ottoniennes et les dispositions de la tribune commandée par de vastes escaliers apportent une autre preuve de l'importance historique de l'architecture impériale autour de l'an mil.